# Réseau de bus Citéa
Citéa est le nom du réseau de transports urbains des agglomérations de Valence et Romans-sur-Isère dont la plupart des communes sont membres de la communauté d'agglomération Valence Romans Agglo, à cheval sur les départements de la Drôme et de l'Ardèche.
Le réseau Citéa appartient au syndicat mixte fermé Valence Romans Mobilités (VRM) qui en est l'autorité organisatrice et dont le siège se situe actuellement sur le parc d'activités de Briffaut à Valence. Son exploitation principale est confiée à Transdev Valence Mobilités (faisant partie du groupe Transdev).
Le territoire de Valence Romans Mobilités est composé des 67 communes de Valence Romans Agglo et Rhône-Crussol, représentant env. 255 000 personnes.

## Citéa en chiffres

### Présentation[2]
- - 67 communes desservies ;
  - Plus de 250 000 habitants concernés par le réseau ;
  - 3 gares ferroviaires desservies dont Gare de Valence TGV ;
  - 23 lignes régulières en semaine ;
  - 8 lignes les dimanches et jours fériés ;
  - 80 lignes scolaires (anciennement express);
  - 11.4 millions de voyages par an (31.000 voyages par jour en moyenne)*
  - 6,5 millions de kilomètres parcourus par an*
  - ~ 500 employé(e)s ;
  - 1 service de transport à la demande (Resa+) ;
  - 1 service spécifique aux personnes à mobilité réduite (service TPMR) renforcé et accessible aux 67 communes de Valence Romans Mobilités. *Rapport d'activité Citéa 2023

### Flotte de véhicule
Le dépôt de Citéa, Rue de la Foret est le parc principal, avec plus de 90 véhicules, tous des bus. On y retrouve un des parcs les plus récent de France en terme d'âge moyen des véhicules. On retrouve essentiellement des véhicules aux GNV (gaz naturel) et électrique malgré encore de nombreux véhicules gazole mais qu'il ne peuvent partir en raison d'un pont trop bas sur la ligne 8 ou les véhicules électrique et gaz ne peuvent passer. (Batterie et réservoir gaz sur le toit du bus)
- - 35 Iveco Urbanway 12m GNV
  - 3 Iveco Urbanway 12m GNV Hybrid
  - 23 Heuliez Gx Linium E
  - 7 Heuliez Gx 327 BHNS* 12m Diesel
  - 18 Heuliez Gx 327 12m Diesel
  - 6 Iveco Crossway LE City 12m Diesel
  - 3 Irisbus Citelis 18m Diesel
  - 2 Heuliez Gx 427 18m Diesel
  - 2 Heuliez Gx 127L 10m Diesel
  - 8 véhicules légers de transport à la demande (Résa+) et PMR ;
  - 15 véhicules de service. *BHNS = Bus à Haut Niveau de Service

Le reste des véhicules circulant sur le réseau (car/bus) présent pour l'InterCitéa et d'autres lignes sont exploités par des sous-traitants, principalement les Courriers Rhodaniens, Bertolami et Transdev Drôme.

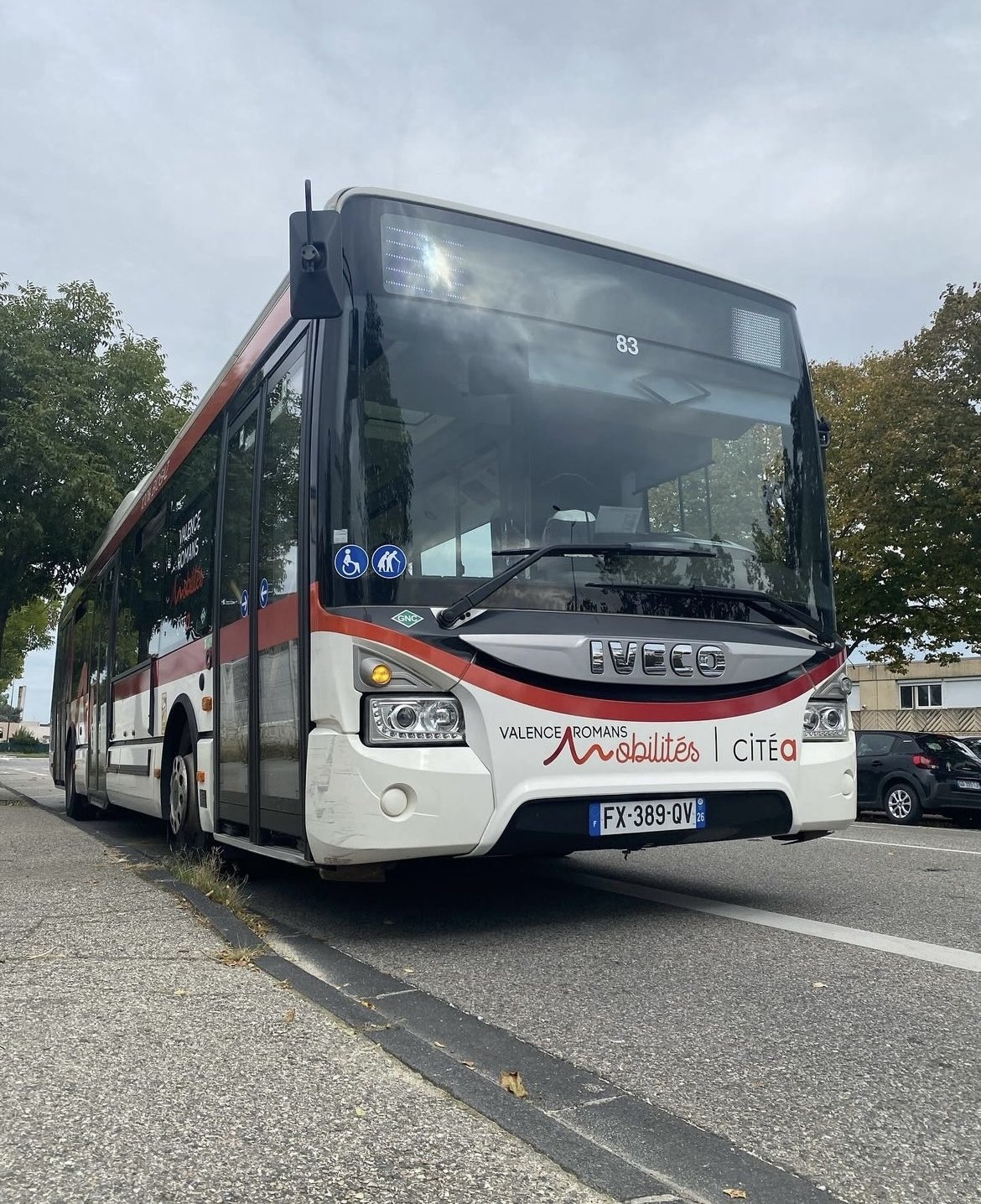
Iveco Urbanway GNV 12m du réseau Citéa à Briffaut en septembre 2024

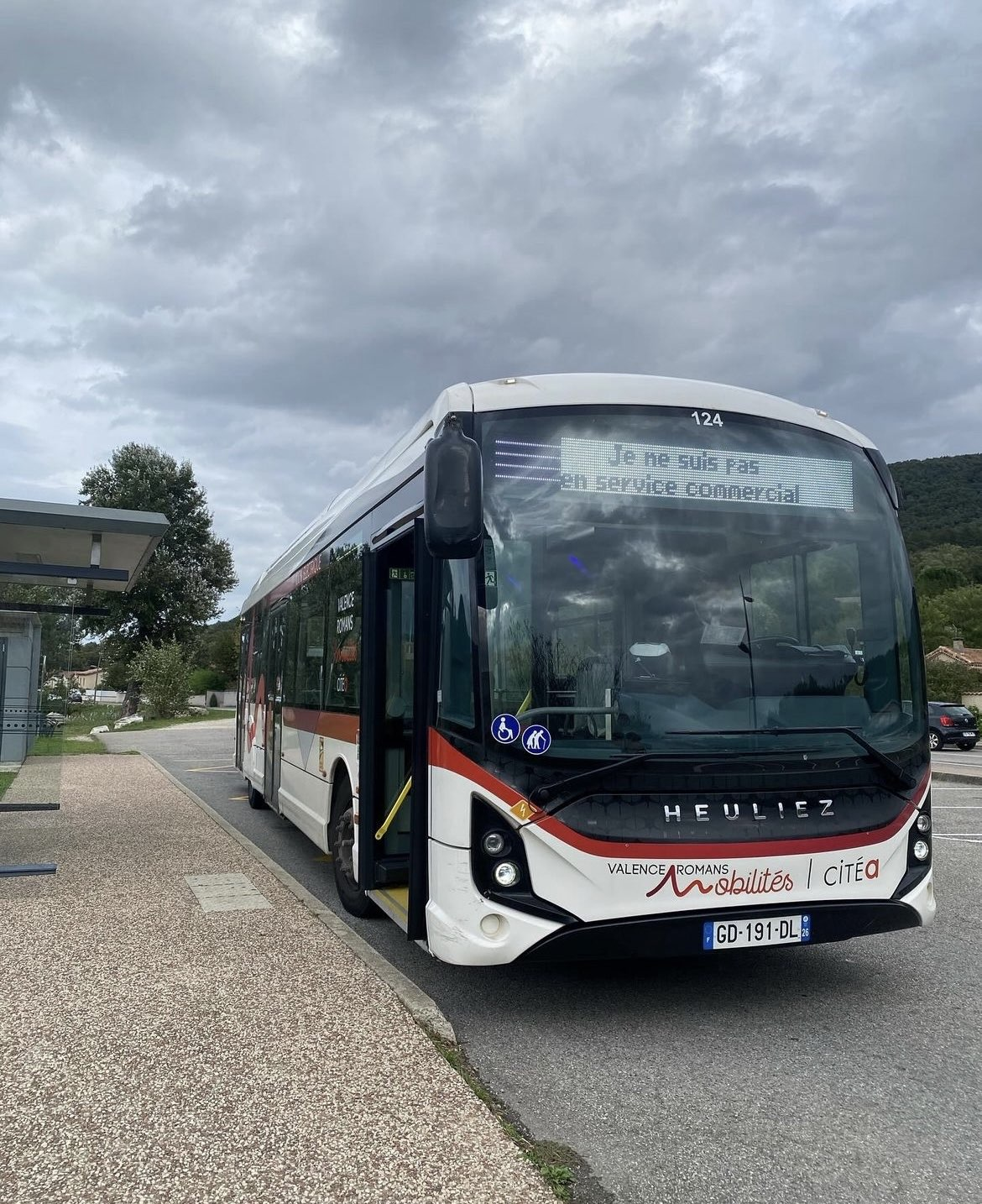
Heuliez Gx 100% électrique 12m du réseau Citéa à St Peray Ployes en septembre 2024

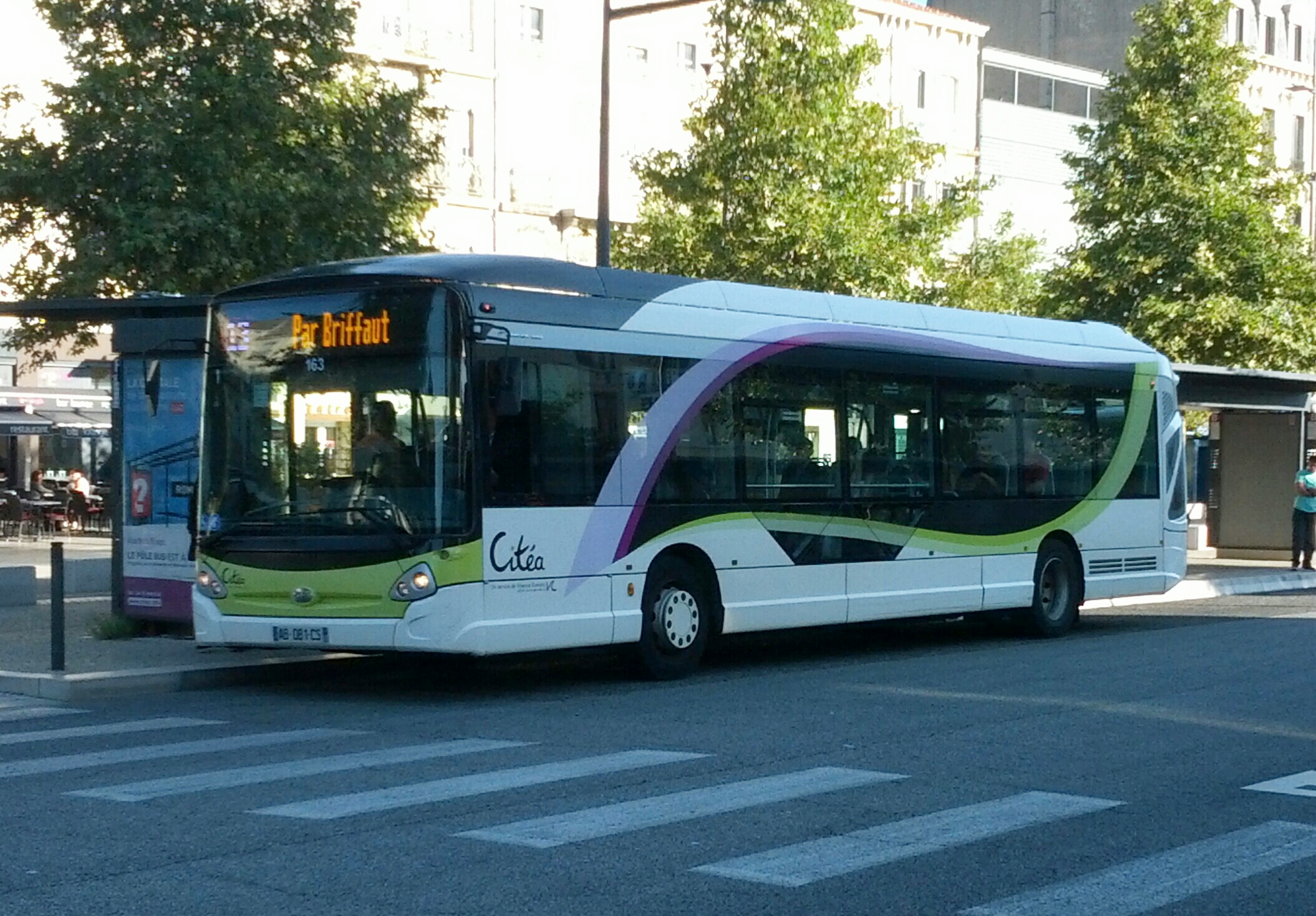
Bus Citéa Heuliez GX 327 BHNS au Pôle Bus en 2019.

## Les communes desservies
Le réseau de bus Citéa dessert 67 communes au 1er janvier 2019, dont les 54 communes de la communauté d'agglomération Valence Romans Agglo :
- Alboussière
- Alixan
- Barbières
- Barcelonne
- Beaumont-lès-Valence
- Beauregard-Baret
- Beauvallon
- Bésayes
- Boffres
- Bourg-de-Péage
- Bourg-lès-Valence
- Chabeuil
- Champis
- Charmes-sur-Rhône
- Charpey
- Châteaubourg
- Châteaudouble
- Châteauneuf-sur-Isère
- Châtillon-Saint-Jean
- Chatuzange-le-Goubet
- Clérieux
- Cornas
- Crépol
- Étoile-sur-Rhône
- Eymeux
- Génissieux
- Geyssans
- Granges-les-Beaumont
- Guilherand-Granges
- Hostun
- Jaillans
- La Baume-Cornillane
- La Baume-d'Hostun
- Le Chalon
- Malissard
- Marches
- Montéléger
- Montélier
- Montmeyran
- Montmiral
- Montvendre
- Mours-Saint-Eusèbe
- Ourches
- Parnans
- Peyrins
- Peyrus
- Portes-lès-Valence
- Rochefort-Samson
- Romans-sur-Isère
- Saint-Bardoux
- Saint-Christophe-et-le-Laris
- Saint-Laurent-d'Onay
- Saint-Marcel-lès-Valence
- Saint-Michel-sur-Savasse
- Saint-Paul-lès-Romans
- Saint-Péray
- Saint-Romain-de-Lerps
- Saint-Sylvestre
- Saint-Vincent-la-Commanderie
- Soyons
- Toulaud
- Triors
- Upie
- Valence
- Valherbasse

## Histoire du réseau

### Avant Citéa
Avant de devenir un réseau unique à la rentrée 2012, les transports urbains de Valence et Romans étaient scindés en 2 réseaux distincts : CTAV (Compagnie des Transports de l'Agglomération Valentinoise) sur Valence, créé en 1977 et Citébus des 2 Rives sur Romans ; tous-deux reliés par une ligne expresse dénommée Citéa (ex-ligne du réseau départemental de la Drôme) transitant par la Gare TGV, dont le nom est un mix inspiré de celui de chaque réseau.

### Historique du réseau Citéa
Lors de la mise en place du nouveau réseau Citéa, le réseau de Valence n'est globalement pas très différent. Les lignes 1, 2 et 4 deviennent des lignes Cité (lignes à niveau élevé de service) avec quelques évolutions de parcours afin de les rendre plus directes et la ligne 3 se voit attribuer l'indice 14 afin de créer une ligne Cité 3 sur Romans, reprenant principalement le parcours de la ligne 1 du réseau Citébus. Sur ce dernier, les lignes sont ré-indicées afin de ne pas être dédoublées avec celles de Valence. Ainsi, les lignes 1 Express, 2, 3, 4, 5 et 6 deviennent respectivement les lignes 31, 32, 33, 34, 35 et 36. La ligne Citéa quant à elle, a donné son nom au réseau et a été renommée InterCitéa. Parallèlement, de nouvelles lignes voient le jour telles que les 20 et 25, dont certaines sont issues d'anciennes lignes départementales, afin d'étendre la desserte à l'ensemble du nouveau périmètre de VRM qui compte alors 39 communes.
Par la suite, quelques légères modifications d'itinéraires sont apportées à certaines lignes, entre autres sur le secteur Romanais. En 2014, l'ex-ligne départementale 6 du réseau le Sept est intégrée sous l'indice 46 et le premier véhicule de France répondant à la norme Euro 6 (un Heuliez GX 137 L) est mis en service sur le secteur Valentinois.
Des modifications plus importantes ont lieu à la rentrée 2015 à la suite du renouvellement de contrats des sous-traitants. Le réseau de soirée est supprimé ; la ligne 5 devient à son tour Cité 5 adoptant un itinéraire plus direct, ainsi qu'une fréquence de passage plus importante en semaine et la ligne 20 est désormais exploitée en bus par Transdev (elle était jusqu'alors exploitée en cars par la SRADDA) et prolongée vers Châteauneuf-sur-Isère en lieu et place de la ligne 14 ainsi limitée à la section Cornas - Valence-Centre.
La rentrée 2016 marque entre autres l'intégration d'une nouvelle ligne périurbaine (ligne 24) et la suppression de l'exploitation régulière de la ligne 34 sur Romans, désormais assurée en TAD. Cette même année débute le renouvellement progressif de la flotte de bus au gaz naturel avec l'arrivée de nouveaux Iveco Urbanway 12 GNC remplaçant les anciens Renault Agora S GNV. Par ailleurs, les deux derniers Renault PR180.2 sont réformés durant l'été, marquant ainsi la fin de l'emblématique série.
La rentrée 2018 marque la première restructuration importante du réseau depuis sa création se traduisant par d'importantes modifications d'itinéraires que ce soit sur le secteur Valentinois ou Romanais, accompagnées d'une évolution de la grille tarifaire. Ces changements concernent notamment le remaniement des lignes Cité, la desserte d'Étoile-sur-Rhône par le prolongement au Sud de la ligne 9 dont la section Nord est intégralement reprise par la ligne 14.
À l'été 2019, la ligne Cité 1 devient la première ligne à être totalement équipée de véhicules électriques avec la mise en service de 12 nouveaux Heuliez GX Linium ELEC. Son parcours est également prolongé à la rentrée vers le site de l'Épervière.
À la rentrée 2024, le réseau connaît sa deuxième restructuration. Celle-ci se traduit par des modifications des lignes, au niveau des itinéraires mais également de l'indiçage; une nouvelle identité visuelle pour le réseau; ainsi que de nouveaux tarifs.

### Futur de Citéa
Dans un avenir proche, il est prévu le déploiement sur la ligne C1 d'un matériel appelé "bus-tram", il s'agit de bus articulé à haut niveau de service. Ces bus seront très certainement entièrement électriques. Ils viendront augmenter l'offre sur cette ligne à très forte fréquentation (presque 1/3 des voyages annuels !).
Le matériel utilisé serait très probablement des Iveco Créalis, le même matériel qu'un Iveco Bus Urbanway, mais avec une face avant arrondie, idée reprise des tramways (d'où le nom bus-tram). Cependant, il pourrait également s'agir de bus Heuliez GX 437, également électriques.
L'arrivée de la ligne avec ce matériel est prévue pour commencer en 2026. Des travaux conséquents seront cependant à faire afin que les véhicules articulés puissent passer sur l'ensemble de la ligne. Il faudra être patient !
Sinon, le réseau Citéa va continuer de se développer, avec une offre accrue, une augmentation des kilomètres parcourus et de la fréquentation. L'élargissement des horaires serait un point important à aborder avec la population, car pour un réseau de la taille de Valence, l'offre, surtout en soirée, est très limitée. On peut le comprendre en observant la très faible fréquentation des derniers trajets. Cependant, la faible fréquentation peut être due au fait que les habitants savent que les bus s'arrêtent relativement tôt.
Il faut tout de même noter un léger progrès avec une dernière correspondance au Pôle Bus à 20h30 sur la plupart des lignes.

### Le réseau avant la rentrée 2018
| Ligne      | Parcours                                                                                            |
| ---------- | --------------------------------------------------------------------------------------------------- |
| InterCitéa | Romans-sur-Isère - Gare Multimodale ↔ Valence - Gare Routière                                       |
| Cité 1     | Valence - Thabor ↔ Valence - Algoud                                                                 |
| Cité 2     | Guilherand-Granges - Centre Commercial ↔ Valence - La Bayot                                         |
| Cité 3     | Romans-sur-Isère - Lycée Horticole / Hôpital ↔ Saint-Vérant - Centre Commercial                     |
| Cité 4     | Bourg-lès-Valence - Blachères ↔ Valence - Briffaut                                                  |
| Cité 5     | Bourg-lès-Valence Centre Commercial ↔ Valence - Stade Briffaut / Malissard - Les Roches             |
| 6          | Guilherand-Granges - Village ↔ Valence - Le Haut                                                    |
| 7          | Bourg-lès-Valence Marcerolles / Lycée des 3 Sources ↔ Valence - Fontlozier                          |
| 8          | Saint-Péray - Ployes ↔ Valence - Le Plan                                                            |
| 9          | Portes-lès-Valence - Jean Macé ↔ Saint-Marcel-lès-Valence - Mathias / Gare TGV                      |
| 10         | Portes-lès-Valence - Léger ↔ Valence - Pôle Bus                                                     |
| 11         | Portes-lès-Valence - ZI La Motte / Valence - Village de Chaffit ↔ Valence - Épervière               |
| 13         | Valence - Chamberlière ↔ Valence - La Prat / Lautagne                                               |
| 14         | Cornas - La Mûre ↔ Valence - Pôle Bus                                                               |
| 15         | Saint-Marcel-lès-Valence - Chapelle ↔ Valence - Pôle Bus                                            |
| 20         | Châteauneuf-sur-Isère - Centre ↔ Montélier - Centre                                                 |
| 24         | Peyrus / Châteaudouble / Combovin / Montvendre / Chabeuil - Gare Routière ↔ Valence - Gare Routère  |
| 25         | Montmeyran - Le Parc / Upie - Village ↔ Valence - Gare Routière                                     |
| 31         | St-Vérant - Centre Commercial ↔ Romans-sur-Isère - Gare Multimodale                                 |
| 32         | Chatuzange-le-Goubet - Chatuparc / Bourg-de-Péage - Les Tordières ↔ Romans-sur-Isère - La Gloriette |
| 33         | Bourg-de-Péage - Bayannins ↔ Romans-sur-Isère - Collège Malraux                                     |
| 35         | Peyrins - Mairie ↔ Romans-sur-Isère - Jean Jaurès                                                   |
| 36         | Saint-Paul-lès-Romans - Grande Place ↔ Romans-sur-Isère - Gare Multimodale                          |
| 46         | Vernoux-en-Vivarais Place Delabre ↔ Valence - Gare Routière                                         |
| 81         | Montmiral - Le Thau ↔ Romans-sur-Isère - Gare Multimodale                                           |
| 82         | Montmiral - Merlancière ↔ Romans-sur-Isère - Gare Multimodale                                       |
| 87         | Barbières - Village ↔ Bourg-de-Péage - Collège de l'Europe                                          |
| 88         | Beauregard-Baret - Pècherot ↔ Bourg-de-Péage - Collège de l'Europe                                  |
| 89         | Saint-Vincent-la-Commanderie - Village ↔ Bourg-de-Péage - Collège de l'Europe                       |

### Le réseau avant la rentrée 2024
| Ligne      | Parcours                                                                                 |
| ---------- | ---------------------------------------------------------------------------------------- |
| InterCitéa | ROMANS Gare ↔ VALENCE Gare Routière                                                      |
| Cité 1     | VALENCE Pôle Briffaut ↔ VALENCE Algoud / Epervière                                       |
| Cité 2     | VALENCE Pôle Briffaut ↔ VALENCE Thabor                                                   |
| Cité 3     | ST PAUL École / Village / Parc St-Paul ↔ ROMANS La Gloriette                             |
| Cité 4     | BOURG Blachères ↔ GUILHERAND Centre Commercial                                           |
| Cité 5     | BOURG Centre Commercial ↔ VALENCE La Bayot                                               |
| 6          | GUILHERAND Village ↔ VALENCE Le Plan                                                     |
| 7          | BOURG Marcerolles / Lycée des 3 Sources ↔ VALENCE Fontlozier                             |
| 8          | ST PERAY Ployes ↔ VALENCE Centre Pénitentiaire / MALISSARD Guimand                       |
| 9          | ETOILE Remparts / PORTES Jean Macé ↔ VALENCE Pôle Bus                                    |
| 10         | PORTES Léger ↔ VALENCE Chamberlière                                                      |
| 13         | VALENCE Pôle Bus ↔ VALENCE Lautagne                                                      |
| 14         | CORNAS La Mûre ↔ ST MARCEL Mathias / Gare de Valence TGV                                 |
| 15         | ST MARCEL Chapelle ↔ VALENCE Pôle Bus                                                    |
| 17         | VALENCE Algoud ↔ PORTES Z.I. La Motte ↔ VALENCE Clinique                                 |
| 20         | CHÂTEAUNEUF Centre / BOURG Lycée des 3 Sources ↔ MALISSARD Les Roches / MONTELIER Centre |
| 23         | VALENCE Pôle Bus ↔ MONTMEYRAN Le Parc / UPIE Village                                     |
| 24         | VALENCE Cécile ↔ MONTVENDRE ↔ PEYRUS Village                                             |
| 27         | VALENCE Montplaisir ↔ BEAUVALLON Corneilles                                              |
| 31         | BOURG-DE-PÉAGE Bayannins ↔ ROMANS ZI                                                     |
| 32         | CHATUZANGE Chatuparc / BOURG-DE-PÉAGE Tordières ↔ ROMANS Hôpital                         |
| 33         | PEYRINS Mairie ↔ ROMANS Gare                                                             |
| 34         | ROMANS Lycée Horticole ↔ ROMANS Gare                                                     |
| 37         | ROMANS Collège Malraux ↔ ROMANS Royanne Centre                                           |
| 40         | GUILHERAND Collège de Gaulle ↔ TOULAUD Mairie                                            |
| 46         | VALENCE Gare Routière ↔ VERNOUX Place Delabre                                            |
| 47         | VALENCE Gare Routière ↔ GUILHERAND Collège de Gaulle ↔ ST GEORGES Village                |
| 81         | ROMANS Gare ↔ GENISSIEUX - THIORS / CHATILLON ST-JEAN                                    |
| 82         | ROMANS Gare ↔ GEYSSANS / ST-MICHEL-SUR-SAVASSE / MONTIMIRAIL                             |
| 87         | BOURG-DE-PÉAGE Collège de l'Europe ↔ ROCHEFORT-SAMSON / BARBIERES                        |
| 88         | BOURG-DE-PÉAGE Collège de l'Europe ↔ BEAUREGARD / EYMEUX                                 |
| 89         | BOURG-DE-PÉAGE Collège de l'Europe ↔ BESAYES / CHARPEY                                   |

### Réseau des Express avant la rentrée 2024

#### Express du secteur Valentinois
| Ligne | Parcours | Jours de fonctionnement |
| ----- | --- | ----------------------- |
| E41   | VALENCE Sécurité Sociale - Pôle Bus ↔ VALENCE Camille Vernet - Pôle Briffaut | L, Ma, Me, J, V         |
| E42   | BOURG Lycée le Valentin ↔ VALENCE Gare de Valence | L, V                    |
| E43   | BOURG Godanger ↔ VALENCE Camille Vernet - Pôle Briffaut | L, Ma, Me, J, V         |
| E44   | BOURG Collège Gaud → BOURG Blachères | L, Ma, Me, J, V         |
| E102  | PORTES Léger → VALENCE Pôle Bus - MontplaisirVALENCE Pôle Briffaut → PORTES Léger | L, Ma, Me, J, V         |
| E103  | PORTES Léger - Joliot Curie → VALENCE Pôle Briffaut - Montesquieu | L, Ma, Me, J, V         |
| E131  | VALENCE Vercors - Chamberlière ↔ VALENCE Dunkerque | L, Ma, Me, J, V         |
| E141  | CORNAS La Mûre ↔ VALENCE Camille Vernet - Pôle Briffaut | L, Ma, Me, J, V         |
| E142  | VALENCE Pôle Bus ↔ GUILHERAND Collège de Gaulle | L, Ma, Me, J, V         |
| E151  | BOURG Quartiers Nord/Ouest ↔ BOURG Lycée des 3 Sources - Collège Gaud | L, Ma, Me, J, V         |
| E152  | MALISSARD Les Véores ↔ VALENCE Camille Vernet - Montplaisir | L, Ma, Me, J, V         |
| E161  | GUILHERAND Gagarine → VALENCE Montplaisir - Pôle Briffaut | L, Ma, Me, J, V         |
| E171  | VALENCE Thabor ↔ BOURG Collège Gaud - Lycée des 3 Sources | L, Ma, Me, J, V         |
| E172  | VALENCE Pôle Briffaut → VALENCE Rabelais | L, Ma, Me, J, V         |
| E174  | VALENCE Belle Meunière → VALENCE Pôle Briffaut - Camille Vernet | L, Ma, Me, J, V         |
| E181  | ST-PERAY Ployes ↔ ST-PERAY Collège de Crussol | L, Ma, Me, J, V         |
| E182  | ST-PERAY Ployes → VALENCE Camille Vernet - Pôle BriffautVALENCE Montplaisir → ST-PÉRAY Collège de Crussol - Ployes                                                                                | L, Ma, Me, J, V         |
| E183  | ST-PÉRAY Ployes → BOURG Collège Gaud - Lycée des 3 Sources | L, Ma, Me, J, V         |
| E184  | VALENCE Massanet → VALENCE Pôle BusVALENCE Pôle Bus → ST-PÉRAY Mairie | Me                      |
| E193  | ST-MARCEL Chapelle → VALENCE Collège PagnolVALENCE Pôle Briffaut - Collège Pagnol → ST-MARCEL Chapelle                                                                                            | L, Ma, Me, J, V         |
| E194  | ST-MARCEL Chapelle ↔ VALENCE Collège Pagnol - Pôle Briffaut | L, Ma, Me, J, V         |
| E195  | ALIXAN La Poste - ST-MARCEL Mairie → VALENCE Gare de Valence - Cécile - Victor Hugo | L, Ma, Me, J, V         |
| E196  | ALIXAN La Poste - ST-MARCEL Chapelle → VALENCE Montplaisir - Camille Vernet - Pôle BriffautVALENCE Cécile - Gare de Valence - Camille Vernet - Montplaisir → ST-MARCEL Chapelle - ALIXAN La Poste | L, Ma, Me, J, V         |
| E197  | ST-MARCEL Chantre ↔ BOURG Collège Gaud - Lycée des 3 Sources | L, Ma, Me, J, V         |

#### Express du secteur Romanais
| Ligne | Parcours | Jours de fonctionnement |
| ----- | --- | ----------------------- |
| E3    | ST-PAUL École → ROMANS Lycée Triboulet - Collège les Maristes - Lycée Bouvet - Jean Jaurès                                                         | L, Ma, Me, J, V         |
| E32   | ROMANS Mistral - Cité Nadi → ROMANS Collège Lapassat ROMANS Collège Lapassat → ROMANS Cité Nadi - Mistral - Jean Jaurès                            | L, Ma, Me, J, V         |
| E331  | BOURG-DE-PÉAGE Bayannins ↔ BOURG-DE-PÉAGE Pasteur République                                                                                       | L, Ma, Me, J, V         |
| E332  | GRANGES-LES-BEAUMONT Bayannins ↔ ROMANS Jean Jaurès - Gare                                                                                         | L, Ma, Me, J, V         |
| E340  | ROMANS Meilleux Centre Commercial - Les Ors - Jean Jaurès - Gare ↔ ROMANS Collège Malraux                                                          | L, Ma, Me, J, V         |
| E341  | ROMANS Les Ors - La Paillère ↔ ROMANS Lycée du Dauphiné - Collège Debussy ROMANS Lafosse ↔ ROMANS Bastions - Clérieux - Cours Didier - Jean Jaurès | L, Ma, Me, J, V         |
| E381  | ROMANS Servonnet - Les Balmes ↔ ROMANS Lycée du Dauphiné - Collège Debussy - Collège Malraux - Lycée Triboulet                                     | L, Ma, Me, J, V         |

## Le réseau actuel

### Lignes InterCitéa
Cette ligne, sur laquelle est basée la structure du réseau, permet d'assurer une liaison simple et rapide entre les secteurs Valentinois et Romanais. Depuis la rentrée 2024, une liaison directe de la ligne est ouverte assurant une liaison entre Valence et Romans en 35 minutes, sans passer par la Gare TGV.
| Ligne | Caractéristiques | Caractéristiques                              | Caractéristiques                              | Caractéristiques                              | Caractéristiques                              | Caractéristiques                              | Caractéristiques                              | Caractéristiques                              | Caractéristiques                              |
| IC    | InterCitéa | InterCitéa                                    | InterCitéa                                    | InterCitéa                                    | InterCitéa                                    | InterCitéa                                    | InterCitéa                                    | InterCitéa                                    | InterCitéa                                    |
| IC    | Romans-sur-Isère Gare ⥋ Valence Gare Routière | Romans-sur-Isère Gare ⥋ Valence Gare Routière | Romans-sur-Isère Gare ⥋ Valence Gare Routière | Romans-sur-Isère Gare ⥋ Valence Gare Routière | Romans-sur-Isère Gare ⥋ Valence Gare Routière | Romans-sur-Isère Gare ⥋ Valence Gare Routière | Romans-sur-Isère Gare ⥋ Valence Gare Routière | Romans-sur-Isère Gare ⥋ Valence Gare Routière | Romans-sur-Isère Gare ⥋ Valence Gare Routière |
| ----- | --- | --------------------------------------------- | --------------------------------------------- | --------------------------------------------- | --------------------------------------------- | --------------------------------------------- | --------------------------------------------- | --------------------------------------------- | --------------------------------------------- |
| IC    | Ouverture / Fermeture 3 septembre 2012 / — | Longueur 23,6 km                              | Durée 45 min                                  | Nb. d’arrêts 13                               | Matériel Crossway                             | Jours de fonctionnement L, Ma, Me, J, V, S, D | Jour / Soir / Nuit / Fêtes O / O / N / O      | Voy. / an —                                   | Transporteurs Bertolami Transdev Drôme        |
| IC    | Desserte : - Villes et lieux desservis : Romans-sur-Isère (Gare multimodale, Église Notre-Dame-de-Lourdes, Place Jean Jaurès, Collège privé Notre-Dame-des-Champs, Vieux Centre, CAF, Chambre des métiers et de l'artisanat de la Drôme), Bourg-de-Péage (Centre commercial Alpes-Provence, ZA Bourg-de-Péage Nord), Alixan (Parc d'activités de Rovaltain) et Valence (ZC des Couleures, Stade Georges Pompidou, Centre commercial Valence 2, Pôle universitaire Latour Maubourg, Pôle Bus - Hypercentre, Gare routière). - Gares desservies : Gare de Romans-Bourg-de-Péage, Gare de Valence TGV et Gare de Valence-Ville |                                               |                                               |                                               |                                               |                                               |                                               |                                               |                                               |
| IC    | Autre : - Arrêts non accessibles aux UFR : Club Lambert, ZI de Beauregard et Pompidou. - Amplitudes horaires : Du lundi au vendredi, la ligne fonctionne de 5 h 45 à 22 h 15 avec, en moyenne un car toutes les 15 minutes en heures de pointe et toutes les 60 minutes en heures creuses. Le samedi, la ligne fonctionne de 6 h 11 à 21 h 25 avec un car toutes les 60 minutes en journée. Le dimanche et les jours de fête, la ligne fonctionne de 10 h 36 à 19 h 50 à raison de 5 aller-retours. L'été en semaine, la ligne fonctionne de 6 h 11 à 22 h 10 avec un car toutes les 30-60 minutes en journée. - Particularités : En période scolaire, certains trajets circulent uniquement ou sont supprimés le mercredi. Cette ligne n'a pas pour vocation d'effectuer une desserte locale urbaine sur Valence et Romans ; seuls certains arrêts sont donc desservis. De plus, le dimanche un trajet dessert VALENCE Pôle Briffaut à 20:27 en direction de Romans. La ligne est accessible gratuitement pour les passagers détenteurs d'un billet de train sur lequel la gare de départ ou d’arrivée est ROMANS GARE ou VALENCE GARE. Date de dernière mise à jour : 26 octobre 2024. |                                               |                                               |                                               |                                               |                                               |                                               |                                               |                                               |
| IC    | Dernière actualisation : — |                                               |                                               |                                               |                                               |                                               |                                               |                                               |                                               |
| ICd   | InterCitéa Direct | InterCitéa Direct                             | InterCitéa Direct                             | InterCitéa Direct                             | InterCitéa Direct                             | InterCitéa Direct                             | InterCitéa Direct                             | InterCitéa Direct                             | InterCitéa Direct                             |
| ICd   | Romans-sur-Isère Gare ⥋ Valence Gare Routière |                                               |                                               |                                               |                                               |                                               |                                               |                                               |                                               |
| ICd   | Ouverture / Fermeture 2 septembre 2024 / — | Longueur —                                    | Durée 35 min                                  | Nb. d’arrêts 4                                | Matériel Crossway                             | Jours de fonctionnement L, Ma, Me, J, V       | Jour / Soir / Nuit / Fêtes O / N / N / N      | Voy. / an —                                   | Transporteurs Bertolami Transdev Drôme        |
| ICd   | Desserte : - Villes et lieux desservis : Romans-sur-Isère (Gare multimodale, Vieux Centre), Bourg-de-Péage (Centre commercial Alpes-Provence), et Valence (Pôle Bus - Hypercentre, Gare routière). - Gares desservies : Gare de Romans-Bourg-de-Péage, et Gare de Valence-Ville |                                               |                                               |                                               |                                               |                                               |                                               |                                               |                                               |
| ICd   | Autre : - Amplitudes horaires : Du lundi au vendredi en période scolaire, la ligne fonctionne avec 8 services à destination de Romans et 7 services à destination de Valence. Du lundi au vendredi en période de petites vacances, la ligne fonctionne avec 5 services à destination de Romans et 4 services à destination de Valence. - Particularités : Cette ligne est la version directe de la ligne InterCitéa Date de dernière mise à jour : 26 octobre 2024. |                                               |                                               |                                               |                                               |                                               |                                               |                                               |                                               |
| ICd   | Dernière actualisation : — |                                               |                                               |                                               |                                               |                                               |                                               |                                               |                                               |

### Lignes du secteur Valentinois

#### Lignes Cité - entre 7 et 15 minCité 1Cité 2Cité 3Cité 4Cité 5
| Ligne | Caractéristiques | Caractéristiques                            | Caractéristiques                            | Caractéristiques                            | Caractéristiques                            | Caractéristiques                            | Caractéristiques                            | Caractéristiques                            | Caractéristiques                                        |
| C1    | Cité 1 | Cité 1                                      | Cité 1                                      | Cité 1                                      | Cité 1                                      | Cité 1                                      | Cité 1                                      | Cité 1                                      | Cité 1                                                  |
| C1    | VALENCE Valensolles ⥋ VALENCE Pôle Briffaut | VALENCE Valensolles ⥋ VALENCE Pôle Briffaut | VALENCE Valensolles ⥋ VALENCE Pôle Briffaut | VALENCE Valensolles ⥋ VALENCE Pôle Briffaut | VALENCE Valensolles ⥋ VALENCE Pôle Briffaut | VALENCE Valensolles ⥋ VALENCE Pôle Briffaut | VALENCE Valensolles ⥋ VALENCE Pôle Briffaut | VALENCE Valensolles ⥋ VALENCE Pôle Briffaut | VALENCE Valensolles ⥋ VALENCE Pôle Briffaut             |
| ----- | --- | ------------------------------------------- | ------------------------------------------- | ------------------------------------------- | ------------------------------------------- | ------------------------------------------- | ------------------------------------------- | ------------------------------------------- | ------------------------------------------------------- |
| C1    | Ouverture / Fermeture 3 septembre 2018 / — | Longueur 10,7 km                            | Durée 36 min                                | Nb. d’arrêts 30                             | Matériel GX Linium ELEC Standards           | Jours de fonctionnement L, Ma, Me, J, V, S  | Jour / Soir / Nuit / Fêtes O / N / N / N    | Voy. / an —                                 | Transporteur Transdev Valence                           |
| C1    | Desserte : - Villes et lieux desservis : Valence (Place Jules Algoud, Lycée professionnel Victor Hugo, Hypermarché E. Leclerc, Église Ste-Catherine, Place Danton, Collège et lycée privés St-Victor, Cité scolaire Émile Loubet, Centre commercial Victor Hugo, Gare routière, Collège privé Ste-Anne, Gare routière, Pôle Bus - Hypercentre, Multiplexe Cinéma Pathé, Pôle universitaire Latour Maubourg, Médiathèque Latour Maubourg, Maison de l'étudiant Drôme-Ardèche, Médiathèque de Fontbarlettes, Place de l'Europe, Maison départementale des syndicats, Espace Jacques Brel, Mairie annexe de Fontbarlettes, ZA Briffaut, Lycée Montplaisir, Lycée Algoud-Laffemas, Université Joseph Fourier, ESISAR). - Gare desservie : Gare de Valence-Ville. |                                             |                                             |                                             |                                             |                                             |                                             |                                             |                                                         |
| C1    | Autre : - Arrêts non accessibles aux UFR : Mallarmé, Colette, Loubet, Gare de Valence, Romans et Verdi. - Amplitudes horaires : Du lundi au vendredi en période scolaire, la ligne fonctionne de 6 h 12 à 20 h 50 avec un bus toutes les 7 minutes en heures de pointe et toutes les 10 minutes en heures creuses. Du lundi au vendredi pendant les petites vacances, la ligne fonctionne de 6 h 11 à 20 h 48 avec un bus toutes les 10 minutes en journée. Le samedi, la ligne fonctionne de 6 h 23 à 20 h 49 avec un bus toutes les 15 minutes le matin et toutes les 12 minutes l'après-midi. L'été, la ligne fonctionne de 6 h 21 à 20 h 29 avec un bus toutes les 15 minutes en journée. - Amplitudes horaires : Le terminus précédemment nommé VALENCE Algoud est renommé en VALENCE Valensolles à la rentrée 2024. Date de dernière mise à jour : 26 octobre 2024. |                                             |                                             |                                             |                                             |                                             |                                             |                                             |                                                         |
| C1    | Dernière actualisation : — |                                             |                                             |                                             |                                             |                                             |                                             |                                             |                                                         |
| C2    | Cité 2 | Cité 2                                      | Cité 2                                      | Cité 2                                      | Cité 2                                      | Cité 2                                      | Cité 2                                      | Cité 2                                      | Cité 2                                                  |
| C2    | VALENCE Thabor ⥋ VALENCE Pôle Briffaut |                                             |                                             |                                             |                                             |                                             |                                             |                                             |                                                         |
| C2    | Ouverture / Fermeture 3 septembre 2018 / — | Longueur 9 km                               | Durée 32 min                                | Nb. d’arrêts 26                             | Matériel Standards                          | Jours de fonctionnement L, Ma, Me, J, V, S  | Jour / Soir / Nuit / Fêtes O / N / N / N    | Voy. / an —                                 | Transporteur Transdev Valence Les Courriers Rhodaniens  |
| C2    | Desserte : - Villes et lieux desservis : Valence (Lycée Montesquieu, Parc Jean-Perdrix, MPT - Médiathèque du Plan, Collège Marcel Pagnol, Centre commercial Valence 2, CAF, Parc du Polygone, Piscine Jean Pommier, Patinoire du Polygone, Collège Jean Zay, CPAM de la Drôme, Pôle Bus - Hypercentre, Collège Paul Valéry, Cité scolaire Camille Vernet, CCI de la Drôme, IUT, Pôle universitaire Briffaut, Lycée Algoud-Laffemas, Lycée Montplaisir). - Gare desservie : Aucune. |                                             |                                             |                                             |                                             |                                             |                                             |                                             |                                                         |
| C2    | Autre : - Arrêts non accessibles aux UFR : VALENCE Thabor, Becquerel, Guynemer, Polygone, Dunkerque, Strasbourg, Camille Vernet, Montgolfier et IUT. - Amplitudes horaires : En période scolaire, la ligne fonctionne de 6 h 13 à 20 h 48 avec un bus toutes les 10 minutes en journée. Le samedi, en période de petites vacances et en l'été, la ligne fonctionne de 6 h 25 à 20 h 27 avec un bus toutes les 20 minutes en journée. Date de dernière mise à jour : 26 octobre 2024. |                                             |                                             |                                             |                                             |                                             |                                             |                                             |                                                         |
| C2    | Dernière actualisation : — |                                             |                                             |                                             |                                             |                                             |                                             |                                             |                                                         |
| C3    | Cité 3 | Cité 3                                      | Cité 3                                      | Cité 3                                      | Cité 3                                      | Cité 3                                      | Cité 3                                      | Cité 3                                      | Cité 3                                                  |
| C3    | BOURG Blachères / Lycée des Trois Sources ⥋ GUILHERAND Centre Commercial |                                             |                                             |                                             |                                             |                                             |                                             |                                             |                                                         |
| C3    | Ouverture / Fermeture 2 septembre 2024 / — | Longueur 9,2 km                             | Durée 37 min                                | Nb. d’arrêts 33                             | Matériel Standards Midibus                  | Jours de fonctionnement L, Ma, Me, J, V, S  | Jour / Soir / Nuit / Fêtes O / N / N / N    | Voy. / an —                                 | Transporteurs Transdev Valence Les Courriers Rhodaniens |
| C3    | Desserte : - Villes et lieux desservis : Bourg-les-Valence (Chambre d'agriculture Drôme, Centre de loisirs Louis Jourdan, Lycée des 3 Sources, Halle des sports, Collège Gérard Gaud, Temple protestant, MJC Jean Moulin, Mairie, Médiathèque La Passerelle), Valence (CPAM de la Drôme, Pôle Bus - Hypercentre, Centre commercial Victor Hugo, Vieux Valence, Champ de Mars, Parc Jouvet) et Guilherand-Granges (Médiathèque Rhône Crussol, Mairie, Commissariat de Police, Collège Charles de Gaulle, Centre omnisports, Centre commercial). - Gare desservie : Aucune. |                                             |                                             |                                             |                                             |                                             |                                             |                                             |                                                         |
| C3    | Autre : - Arrêts non accessibles aux UFR : Talavard, Abricotiers, Brassens, Lycée des 3 Sources, Rhône-Alpes, Île Adam, Sadi Carnot. - Amplitudes horaires : En période scolaire, la ligne fonctionne de 6 h 17 à 20 h 45 avec un bus toutes les 10 minutes en journée. Le samedi, l'été et pendant les petites vacances scolaires, la ligne fonctionne de 6 h 19 à 20 h 33 avec un bus toutes les 20 minutes en journée. - Particularité : En période scolaire, un trajet sur deux est prolongé jusqu'à BOURG Blachères. Le samedi, l'été et pendant les petites vacances scolaires, la ligne dessert toujours BOURG Blachères. Date de dernière mise à jour : 26 octobre 2024. |                                             |                                             |                                             |                                             |                                             |                                             |                                             |                                                         |
| C3    | Dernière actualisation : — |                                             |                                             |                                             |                                             |                                             |                                             |                                             |                                                         |
| C4    | Cité 4 | Cité 4                                      | Cité 4                                      | Cité 4                                      | Cité 4                                      | Cité 4                                      | Cité 4                                      | Cité 4                                      | Cité 4                                                  |
| C4    | VALENCE Centre Pénitentiaire / La Bayot ⥋ ST-PÉRAY Mairie / Ployes |                                             |                                             |                                             |                                             |                                             |                                             |                                             |                                                         |
| C4    | Ouverture / Fermeture 2 septembre 2024 / — | Longueur 15 km                              | Durée 45 - 50 min                           | Nb. d’arrêts 46                             | Matériel Standards                          | Jours de fonctionnement L, Ma, Me, J, V, S  | Jour / Soir / Nuit / Fêtes O / N / N / N    | Voy. / an —                                 | Transporteur Transdev Valence Les Courriers Rhodaniens  |
| C4    | Desserte : - Villes et lieux desservis : Saint-Péray (Temple Protestant, Mairie, Église, Médiathèque Rhône Crussol, Piscine, Zone commerciale, P+R Maladière), Guilherand-Granges (Centre commercial), Valence (Parc Jouvet, Champ de Mars, Vieux Valence, Centre commercial Victor Hugo, Pôle Bus - Hypercentre, Site Universitaire Latour Maubourg, Médiathèque Latour Maubourg, Cinéma Pathé, Lycée Professionnel Amblard, Institution Notre-Dame - Lycée Privé Montplaisir, ESAD, Grande Mosquée, Piscine Tournesol, Pôle universitaire Rabelais, ZAE Briffaut), ZA Briffaut et Centre pénitentiaire. - Gare desservie : Gare de St-Péray (gare de substitution). |                                             |                                             |                                             |                                             |                                             |                                             |                                             |                                                         |
| C4    | Autre : - Arrêts non accessibles aux UFR : ST-PÉRAY Ployes, Malet, ST PERAY Mairie, Beylesse, Crussol, Pôle 2000, Trémolets, Massenet, Montplaisir, Peyrus, AFPA, Asti, Pêcheraie, Rabelais et Monnet. - Amplitudes horaires : Du lundi au vendredi en période scolaire, la ligne fonctionne de 6 h 11 à 20 h 40 avec un bus toutes les 15 minutes en journée. Pendant les petites vacances scolaires, la ligne fonctionne de 6 h 15 à 20 h 16 avec un bus toutes les 20 minutes en journée. Le samedi et l'été, la ligne fonctionne de 6 h 22 à 20 h 29 avec un bus toutes les 30 minutes en journée. - Particularités : En semaine de période scolaire et en période de petites vacances, certains trajets sont limités à VALENCE La Bayot et d'autres à ST PERAY Mairie. Date de dernière mise à jour : 26 octobre 2024.                                               |                                             |                                             |                                             |                                             |                                             |                                             |                                             |                                                         |
| C4    | Dernière actualisation : — |                                             |                                             |                                             |                                             |                                             |                                             |                                             |                                                         |
| C5    | Cité 5 | Cité 5                                      | Cité 5                                      | Cité 5                                      | Cité 5                                      | Cité 5                                      | Cité 5                                      | Cité 5                                      | Cité 5                                                  |
| C5    | BOURG Centre Commercial ⥋ VALENCE Pôle Briffaut |                                             |                                             |                                             |                                             |                                             |                                             |                                             |                                                         |
| C5    | Ouverture / Fermeture 2 septembre 2024 / — | Longueur 9,20 km                            | Durée 37 min                                | Nb. d’arrêts 30                             | Matériel Standards                          | Jours de fonctionnement L, Ma, Me, J, V, S  | Jour / Soir / Nuit / Fêtes O / N / N / N    | Voy. / an —                                 | Transporteur Transdev Valence Les Courriers Rhodaniens  |
| C5    | Desserte : - Villes et lieux desservis : Bourg-les-Valence (Centre commercial) et Valence (Préfecture de la Drôme, CPAM de la Drôme, Pôle Bus - Hypercentre, Collège Paul Valéry, IFSI, Centre hospitalier, IUT, Pôle universitaire Briffaut, Lycée Algoud-Laffemas, Lycée Montplaisir, ZA Briffaut). - Gare desservie : Aucune. |                                             |                                             |                                             |                                             |                                             |                                             |                                             |                                                         |
| C5    | Autre : - Arrêts non accessibles aux UFR : BOURG Centre Cial, Cimetière de Bourg, Parmentier, Gay-Lussac, St-Marc, Côte St-Pierre, Préfecture, Deredon, Desmoulins, Defoe, Thibert, Petite Marquise, Condorcet, Colombier, IUT et VALENCE Pôle Briffaut. - Amplitudes horaires : Du lundi au vendredi, la ligne fonctionne de 6 h 22 à 20 h 49 avec un bus toutes les 15 minutes en journée. Le samedi, l'été et pendant les petites vacances scolaires, la ligne fonctionne de 6 h 22 à 20 h 29 avec un bus toutes les 20 minutes en journée. Date de dernière mise à jour : 26 octobre 2024. |                                             |                                             |                                             |                                             |                                             |                                             |                                             |                                                         |
| C5    | Dernière actualisation : — |                                             |                                             |                                             |                                             |                                             |                                             |                                             |                                                         |

#### Lignes à 20 minutes78
| Ligne | Caractéristiques | Caractéristiques                                          | Caractéristiques                                          | Caractéristiques                                          | Caractéristiques                                          | Caractéristiques                                          | Caractéristiques                                          | Caractéristiques                                          | Caractéristiques                                          |
| 7     | ST MARCEL ZA du Rousset ⥋ VALENCE Valensolles / Epervière | ST MARCEL ZA du Rousset ⥋ VALENCE Valensolles / Epervière | ST MARCEL ZA du Rousset ⥋ VALENCE Valensolles / Epervière | ST MARCEL ZA du Rousset ⥋ VALENCE Valensolles / Epervière | ST MARCEL ZA du Rousset ⥋ VALENCE Valensolles / Epervière | ST MARCEL ZA du Rousset ⥋ VALENCE Valensolles / Epervière | ST MARCEL ZA du Rousset ⥋ VALENCE Valensolles / Epervière | ST MARCEL ZA du Rousset ⥋ VALENCE Valensolles / Epervière | ST MARCEL ZA du Rousset ⥋ VALENCE Valensolles / Epervière |
| ----- | --- | --------------------------------------------------------- | --------------------------------------------------------- | --------------------------------------------------------- | --------------------------------------------------------- | --------------------------------------------------------- | --------------------------------------------------------- | --------------------------------------------------------- | --------------------------------------------------------- |
| 7     | Ouverture / Fermeture 2 septembre 2024 / — | Longueur 15,6 km                                          | Durée 50 min                                              | Nb. d’arrêts 38                                           | Matériel Standards                                        | Jours de fonctionnement L, Ma, Me, J, V, S                | Jour / Soir / Nuit / Fêtes O / N / N / N                  | Voy. / an —                                               | Transporteurs Transdev Valence                            |
| 7     | Desserte : - Villes et lieux desservis : Valence (Port de l'Epervière, Centre Aqualudique, Parc de l'Epervière, Parc Marcel Paul, Place Algoud, Hypermarché E.Leclerc, Lycée Victor Hugo, MJC de Fontlozier, Lycée Algoud-Laffemas, Pôle universitaire Briffaut, IUT, ZC du Grand Rousset, Centre hospitalier, IFSI, CAF, Centre commercial Valence 2, Collège Marcel Pagnol, MPT - Médiathèque du Plan, Parc Jean-Perdrix, Grande Mosquée, Piscine Tournesol, ESAD, AFPA Drôme Ardèche, Stade Georges Pompidou, P+R Pompidou, ZC des Couleures), Saint-Marcel-lès-Valence (ZA de Laye, ZA du Rousset). - Gare desservie : Aucune.                                                                     |                                                           |                                                           |                                                           |                                                           |                                                           |                                                           |                                                           |                                                           |
| 7     | Autre : - Arrêts non accessibles aux UFR : Chantre, Couleures Sud, Pompidou, VALENCE Pôle Briffaut, IUT, Mandrin, Victor Hugo, Colette, Mallarme et Marcel Paul. - Amplitudes horaires : Du lundi au vendredi en période scolaire, la ligne fonctionne de 6 h 00 à 20 h 42 avec, en moyenne, un bus toutes les 20 minutes. Le samedi, l'été et du lundi au vendredi pendant les petites vacances, la ligne fonctionne de 6 h 20 à 20 h 30 avec un bus toutes les 30 minutes en journée. - Particularité : La ligne est prolongée toutes les heures à VALENCE Epervière. Et les premier et dernier trajets de la journée sont limités à l'arrêt Chappe. Date de dernière mise à jour : 28 octobre 2024. |                                                           |                                                           |                                                           |                                                           |                                                           |                                                           |                                                           |                                                           |
| 7     | Dernière actualisation : — |                                                           |                                                           |                                                           |                                                           |                                                           |                                                           |                                                           |                                                           |
| 8     | PORTES Léger ⥋ VALENCE Chamberlière | PORTES Léger ⥋ VALENCE Chamberlière                       | PORTES Léger ⥋ VALENCE Chamberlière                       | PORTES Léger ⥋ VALENCE Chamberlière                       | PORTES Léger ⥋ VALENCE Chamberlière                       | PORTES Léger ⥋ VALENCE Chamberlière                       | PORTES Léger ⥋ VALENCE Chamberlière                       | PORTES Léger ⥋ VALENCE Chamberlière                       | PORTES Léger ⥋ VALENCE Chamberlière                       |
| 8     | Ouverture / Fermeture 3 septembre 2018 / — | Longueur 14,8 km                                          | Durée 40 min                                              | Nb. d’arrêts 44                                           | Matériel Standards et Articulés                           | Jours de fonctionnement L, Ma, Me, J, V, S                | Jour / Soir / Nuit / Fêtes O / N / N / N                  | Voy. / an —                                               | Transporteur Transdev Valence Les Courriers Rhodaniens    |
| 8     | Desserte : - Villes et lieux desservis : Portes-lès-Valence (Mairie, ZA Les Auréats, ZI des Auréats) et Valence (Centre culturel de Fontlozier, Stade Raymond Bonnardel, Collège et lycée privés St-Victor, Gare routière, Collège privé Ste-Anne, Pôle Bus - Hypercentre, CPAM de la Drôme, Collège Jean Zay, Église Ste-Claire, MPT - Médiathèque de la Chamberlière, P+R Pompidou). - Gare desservie : Gare de Valence-Ville. |                                                           |                                                           |                                                           |                                                           |                                                           |                                                           |                                                           |                                                           |
| 8     | Autre : - Arrêts non accessibles aux UFR : Rameau, D'Orves, Aloès, Casanova, Thorez, PORTES Mairie, Revel, Auréats, Margier, Brossolette, Cité de l'Escalade, Mourettes, Jacquard, Bérenger, Génissieu, VALENCE Cécile, Flaubert, Gare de Valence, Dunkerque, Barnave, Amandiers, La Cartoucherie, Belle Meunière et Jouvet. - Amplitudes horaires : Du lundi au vendredi, la ligne fonctionne de 6 h 08 à 20 h 48 avec un bus toutes les 20 minutes en journée. Le samedi et l'été, la ligne fonctionne de 6 h 09 à 20 h 45 avec un bus toutes les 30 minutes en journée. Date de dernière mise à jour : 28 octobre 2024.                                                                             |                                                           |                                                           |                                                           |                                                           |                                                           |                                                           |                                                           |                                                           |
| 8     | Dernière actualisation : — |                                                           |                                                           |                                                           |                                                           |                                                           |                                                           |                                                           |                                                           |

#### Lignes à 30 minutes10111213(17Fermée )
| Ligne | Caractéristiques | Caractéristiques                                           | Caractéristiques                                           | Caractéristiques                                           | Caractéristiques                                           | Caractéristiques                                           | Caractéristiques                                           | Caractéristiques                                           | Caractéristiques                                           |
| 10    | GUILHERAND Village ⥋ BOURG Centre Commercial / Marcerolles | GUILHERAND Village ⥋ BOURG Centre Commercial / Marcerolles | GUILHERAND Village ⥋ BOURG Centre Commercial / Marcerolles | GUILHERAND Village ⥋ BOURG Centre Commercial / Marcerolles | GUILHERAND Village ⥋ BOURG Centre Commercial / Marcerolles | GUILHERAND Village ⥋ BOURG Centre Commercial / Marcerolles | GUILHERAND Village ⥋ BOURG Centre Commercial / Marcerolles | GUILHERAND Village ⥋ BOURG Centre Commercial / Marcerolles | GUILHERAND Village ⥋ BOURG Centre Commercial / Marcerolles |
| ----- | --- | ---------------------------------------------------------- | ---------------------------------------------------------- | ---------------------------------------------------------- | ---------------------------------------------------------- | ---------------------------------------------------------- | ---------------------------------------------------------- | ---------------------------------------------------------- | ---------------------------------------------------------- |
| 10    | Ouverture / Fermeture 2 septembre 2024 / — | Longueur 19,7 km                                           | Durée 60 - 70 min                                          | Nb. d’arrêts 56                                            | Matériel Standards                                         | Jours de fonctionnement L, Ma, Me, J, V, S                 | Jour / Soir / Nuit / Fêtes O / N / N / N                   | Voy. / an —                                                | Transporteurs Transdev Valence Les Courriers Rhodaniens    |
| 10    | Desserte : - Villes et lieux desservis : Guilherand (Village, Intermarché, Chambre des Métiers de l'Ardèche, Piscine, Temple Protestant, Médiathèque Rhône Crussol, Mairie) et Valence (Parc Jouvet, Champ de Mars, Vieux Valence, Centre commercial Victor Hugo, Pôle Bus - Hypercentre, Lycée Professionnel Amblard, Institution Notre-Dame - Lycée Privé Montplaisir, Grand-Charran, Petit-Charran, Église St-Pie X, CAF, Centre commercial Valence 2, MPT - Médiathèque de la Chamberlière, P+R Pompidou), Bourg-lès-Valence (Lycée des 3 Sources, Halle des sports, Collège Gérard Gaud, Médiathèque la Passerelle, Mairie, Stade Joseph Claret, ZI Marcerolles, Zone commerciale, Centre commercial E. Leclerc) - Gare desservie : Aucune. |                                                            |                                                            |                                                            |                                                            |                                                            |                                                            |                                                            |                                                            |
| 10    | Autre : - Arrêts non accessibles aux UFR : GUILHERAND Village, Gustave Eiffel, Bellerime, Jouhaux, Tournesols, Faucon, Amblard, Gardon, Thiers, VALENCE Montplaisir, Malossane, La Bonnard, Mandel, Seignobos, Belle Meunière, Chavant, BOURG Lycée des 3 Sources, Tellier, Stade Joseph Claret, Le Valentin, Avenue de Lyon, Montée du Long, Le Long, BOURG Centre Commercial, Sapins, Sellam, Stade Marcerolles, Nobel et BOURG Marcerolles. - Amplitudes horaires : Du lundi au vendredi, la ligne fonctionne de 6 h 14 à 20 h 05 avec, en moyenne, un bus toutes les 30 minutes. Le samedi et l'été, la ligne fonctionne de 6 h 16 à 20 h 35 avec un bus toutes les 40 minutes en journée. - Particularités : La ligne est prolongée jusqu'à BOURG Marcerolles une fois par heure et toutes les 30 minutes en heure de pointe. Les premier et dernier voyages de la journée sont limités à BOURG Lycée des 3 Sources. Date de dernière mise à jour : 28 octobre 2024. |                                                            |                                                            |                                                            |                                                            |                                                            |                                                            |                                                            |                                                            |
| 10    | Dernière actualisation : — |                                                            |                                                            |                                                            |                                                            |                                                            |                                                            |                                                            |                                                            |
| 11    | VALENCE Lautagne ⥋ ST MARCEL Mathias / Chapelle | VALENCE Lautagne ⥋ ST MARCEL Mathias / Chapelle            | VALENCE Lautagne ⥋ ST MARCEL Mathias / Chapelle            | VALENCE Lautagne ⥋ ST MARCEL Mathias / Chapelle            | VALENCE Lautagne ⥋ ST MARCEL Mathias / Chapelle            | VALENCE Lautagne ⥋ ST MARCEL Mathias / Chapelle            | VALENCE Lautagne ⥋ ST MARCEL Mathias / Chapelle            | VALENCE Lautagne ⥋ ST MARCEL Mathias / Chapelle            | VALENCE Lautagne ⥋ ST MARCEL Mathias / Chapelle            |
| 11    | Ouverture / Fermeture 2 septembre 2024 / — | Longueur 18 km                                             | Durée 40 - 55 min                                          | Nb. d’arrêts 43                                            | Matériel Midibus et Standards                              | Jours de fonctionnement L, Ma, Me, J, V, S                 | Jour / Soir / Nuit / Fêtes O / N / N / N                   | Voy. / an —                                                | Transporteur Transdev Valence Les Courriers Rhodaniens     |
| 11    | Desserte : - Villes et lieux desservis : Valence (Parc d'activités du Plateau de Lautagne, Maison de l'industrie de la Drôme, LADAPT Drôme-Ardèche, Centre hospitalier, Cité scolaire Camille Vernet, Vieux Valence, Pôle Bus - Hypercentre, Multiplexe Cinéma, Pôle universitaire Latour Maubourg, Centre commercial Valence 2, Stade Georges Pompidou, P+R Pompidou, ZC des Couleures) et Saint-Marcel-lès-Valence (ZA de Laye, ZA 2000, Parc - MJC - Bibliothèque, Mairie, Stade des Combes, ZA des Plaines) - Gares desservies : Aucune |                                                            |                                                            |                                                            |                                                            |                                                            |                                                            |                                                            |                                                            |
| 11    | Autre : - Arrêts non accessibles aux UFR : Jullien Davin, Corniche, Laprat, Montgolfier, Camille Vernet, Pompidou, Couleures Sud, Chantre, Étrau, ST MARCEL Mairie, Musique, Ponsoyes, ST-MARCEL Mathias, Cévennes, Le Plateau, Terrasses et ST MARCEL Chapelle. - Amplitudes horaires : Du lundi au vendredi, le samedi et l'été la ligne fonctionne de 6 h 17 à 20 h 34 avec un bus toutes les 30 minutes. - Particularités : Certains trajets sont prolongés à ST MARCEL Chapelle aux heures de pointe. Le premier trajet de la journée effectue son départ à VALENCE Pôle Bus en direction de Saint-Marcel. Date de dernière mise à jour : 29 octobre 2024. |                                                            |                                                            |                                                            |                                                            |                                                            |                                                            |                                                            |                                                            |
| 11    | Dernière actualisation : — |                                                            |                                                            |                                                            |                                                            |                                                            |                                                            |                                                            |                                                            |
| 12    | ÉTOILE Remparts / Basseaux Sud ⥋ VALENCE Pôle Bus | ÉTOILE Remparts / Basseaux Sud ⥋ VALENCE Pôle Bus          | ÉTOILE Remparts / Basseaux Sud ⥋ VALENCE Pôle Bus          | ÉTOILE Remparts / Basseaux Sud ⥋ VALENCE Pôle Bus          | ÉTOILE Remparts / Basseaux Sud ⥋ VALENCE Pôle Bus          | ÉTOILE Remparts / Basseaux Sud ⥋ VALENCE Pôle Bus          | ÉTOILE Remparts / Basseaux Sud ⥋ VALENCE Pôle Bus          | ÉTOILE Remparts / Basseaux Sud ⥋ VALENCE Pôle Bus          | ÉTOILE Remparts / Basseaux Sud ⥋ VALENCE Pôle Bus          |
| 12    | Ouverture / Fermeture 2 septembre 2024 / — | Longueur 17,8 km                                           | Durée 32 - 40 min                                          | Nb. d’arrêts 37                                            | Matériel Standards                                         | Jours de fonctionnement L, Ma, Me, J, V, S                 | Jour / Soir / Nuit / Fêtes O / N / N / N                   | Voy. / an —                                                | Transporteur Transdev Valence Les Courriers Rhodaniens     |
| 12    | Desserte : - Villes et lieux desservis : Étoile-sur-Rhône (Place de la République, Mairie, ZA les Basseaux, ZA les Bosses), Portes-lès-Valence (Hall des sports, Collège Jean Macé, Train Théâtre, MJC - Médiathèque, Parc Louis Aragon, Centre commercial Les Arcades, Mairie, ZA Les Auréats, ZA Grangeneuve) et Valence (Lycée professionnel Victor Hugo, Hypermarché E. Leclerc, ESSSE - Antenne de Valence, Parc des Trinitaires, EHPAD L'Olivier, Collège et Lycée privés St-Victor, Église apostolique St-Sahag, Gare routière, Pôle Bus - Hypercentre). - Gare desservie : Gare de Valence-Ville. |                                                            |                                                            |                                                            |                                                            |                                                            |                                                            |                                                            |                                                            |
| 12    | Autre : - Arrêts non accessibles aux UFR : ÉTOILE Remparts, Alouette, Place de la République, Jardin de Diane, Blacheronde, ETOILE Gare, Basseaux Nord, Simon Boyer, Collège Jean Macé, Edith Piaf, Résistance, Neyremand, Renoir, Chaffine, PORTES Mairie, Victor Hugo, Cassin, Lafayette, Lesage, Trinitaires, Flaubert et Gare de Valence. - Amplitudes horaires : Du lundi au vendredi, la ligne fonctionne de 6 h 11 à 20 h 36 avec un bus toutes les 30 minutes. Le samedi, l'été et pendant les petites vacances scolaires, la ligne fonctionne de 6 h 20 à 20 h 35 avec un bus toutes les 30 minutes. - Particularités : En période scolaire uniquement, la ligne dessert ETOILE Remparts à raison de 4 bus au départ du centre d'Etoile et 3 en direction de Valence afin de faire le lien avec le Collège Jean Macé. De plus, les premier et dernier voyages de la journée sont limités à Edith Piaf (ancien terminus de la ligne 9: PORTES Jean Macé). Date de dernière mise à jour : 29 octobre 2024.                                                                         |                                                            |                                                            |                                                            |                                                            |                                                            |                                                            |                                                            |                                                            |
| 12    | Dernière actualisation : — |                                                            |                                                            |                                                            |                                                            |                                                            |                                                            |                                                            |                                                            |
| 13    | CORNAS La Mûre ⥋ VALENCE La Bayot / MALISSARD Les Roches | CORNAS La Mûre ⥋ VALENCE La Bayot / MALISSARD Les Roches   | CORNAS La Mûre ⥋ VALENCE La Bayot / MALISSARD Les Roches   | CORNAS La Mûre ⥋ VALENCE La Bayot / MALISSARD Les Roches   | CORNAS La Mûre ⥋ VALENCE La Bayot / MALISSARD Les Roches   | CORNAS La Mûre ⥋ VALENCE La Bayot / MALISSARD Les Roches   | CORNAS La Mûre ⥋ VALENCE La Bayot / MALISSARD Les Roches   | CORNAS La Mûre ⥋ VALENCE La Bayot / MALISSARD Les Roches   | CORNAS La Mûre ⥋ VALENCE La Bayot / MALISSARD Les Roches   |
| 13    | Ouverture / Fermeture 2 septembre 2024 / — | Longueur 19,5 km                                           | Durée 50 - 60 min                                          | Nb. d’arrêts 52                                            | Matériel Standards                                         | Jours de fonctionnement L, Ma, Me, J, V, S                 | Jour / Soir / Nuit / Fêtes O / N / N / N                   | Voy. / an —                                                | Transporteur Transdev Valence Les Courriers Rhodaniens     |
| 13    | Desserte : - Villes et lieux desservis : Cornas (Salle des Fêtes), Saint-Péray (Collège de Crussol, Zone commerciale, P+R Maladière), Guilherand-Granges (Pôle 2000, Centre commercial, Bords du Rhône - Complexe sportif, Hôpital privé Drôme-Ardèche), Valence (Parc Jouvet, Champ de Mars, Vieux Valence, Centre commercial Victor Hugo, Pôle Bus - Hypercentre, Grand Charran, Lycée Professionnel Amblard, Institution Notre-Dame - Lycée Privé Montplaisir, AFPA Drôme Ardèche, Pôle universitaire Briffaut, Centre de tri La Poste, Z.A. Briffaut) et Malissard (Z.A. du Guimand, Centre). - Gares desservies : Gare de St-Péray (gare de substitution). |                                                            |                                                            |                                                            |                                                            |                                                            |                                                            |                                                            |                                                            |
| 13    | Autre : - Arrêts non accessibles aux UFR : CORNAS La Mûre, Jacemont, Valvignière, Lavandes, Beaumartel, Bouvat, Beylesse, Beylesse, Pôle 2000, Trémolets, Anatole France, Tilleuls, Magnolias, Grand Duc, Prague, Brandons, Gardon, Thiers, Grand Charran, Amblard, Peyrus, AFPA, VALENCE Pôle Briffaut, Latécoère, Roberval, Gaumont, La Forêt, Trésorerie, Roche Colombe, Eymard, Malissard Poste et MALISSARD Les Roches. - Amplitudes horaires : Du lundi au vendredi, la ligne fonctionne de 6 h 18 à 20 h 35 avec, en moyenne, un bus toutes les 42 minutes. Le samedi, l'été et pendant les petites vacances scolaires, la ligne fonctionne de 6 h 40 à 20 h 30 avec un bus toutes les 48 minutes en moyenne. - Particularités : La ligne est limitée aux heures creuses à l'arrêt VALENCE La Bayot. Le premier trajet de la journée (sauf du lundi au vendredi en période scolaire) ainsi qu'un trajet en début d'après-midi du lundi au vendredi en période scolaire effectuent leur départ ou leur terminus à VALENCE Pôle Bus. Date de dernière mise à jour : 29 octobre 2024. |                                                            |                                                            |                                                            |                                                            |                                                            |                                                            |                                                            |                                                            |
| 13    | Dernière actualisation : — |                                                            |                                                            |                                                            |                                                            |                                                            |                                                            |                                                            |                                                            |
| 17    | PORTES ZI la Motte / Monmousseau ⥋ VALENCE Valensolles | PORTES ZI la Motte / Monmousseau ⥋ VALENCE Valensolles     | PORTES ZI la Motte / Monmousseau ⥋ VALENCE Valensolles     | PORTES ZI la Motte / Monmousseau ⥋ VALENCE Valensolles     | PORTES ZI la Motte / Monmousseau ⥋ VALENCE Valensolles     | PORTES ZI la Motte / Monmousseau ⥋ VALENCE Valensolles     | PORTES ZI la Motte / Monmousseau ⥋ VALENCE Valensolles     | PORTES ZI la Motte / Monmousseau ⥋ VALENCE Valensolles     | PORTES ZI la Motte / Monmousseau ⥋ VALENCE Valensolles     |
| 17    | Ouverture / Fermeture 31 août 2021 / 31 janvier 2025 | Longueur —                                                 | Durée 13 - 18 min                                          | Nb. d’arrêts 17                                            | Matériel Midibus                                           | Jours de fonctionnement L, Ma, Me, J, V                    | Jour / Soir / Nuit / Fêtes O / N / N / N                   | Voy. / an —                                                | Transporteur Transdev Drôme                                |
| 17    | Desserte : - Villes et lieux desservis : Portes-lès-Valence (ZI la Motte) et Valence (Quartier Chaffit, Clinique de Valence, Centre commercial Valence Sud, Hypermarché E. Leclerc, Place Algoud). - Gare desservie : Aucune. |                                                            |                                                            |                                                            |                                                            |                                                            |                                                            |                                                            |                                                            |
| 17    | Autre : - Arrêts non accessibles aux UFR : PORTES ZI La Motte, Seguin, Monmousseau, Coeugnet, Baldi, Clinique, Chaffit, Pompiers, Chantecouriol et Mallarmé. - Amplitudes horaires : Du lundi au vendredi toute l'année, la ligne fonctionne de 6 h 45 à 19 h 46 à raison de 20 trajets vers PORTES ZI la Motte et 19 trajets vers VALENCE Valensolles. - Particularités : La ligne dessert soit la Clinique, soit la zone côté Pont des Lônes. La ligne a cessé de fonctionner le 31 janvier 2025 et est remplacée par le service à la demande Citéa Pro dès le 3 février. Date de dernière mise à jour : 31 janvier 2025. |                                                            |                                                            |                                                            |                                                            |                                                            |                                                            |                                                            |                                                            |
| 17    | Dernière actualisation : — |                                                            |                                                            |                                                            |                                                            |                                                            |                                                            |                                                            |                                                            |

#### Lignes périurbaines (Fonctionnent toute l'année)2023252746
| Ligne | Caractéristiques | Caractéristiques                                                                            | Caractéristiques                                                                            | Caractéristiques                                                                            | Caractéristiques                                                                            | Caractéristiques                                                                            | Caractéristiques                                                                            | Caractéristiques                                                                            | Caractéristiques                                                                            |
| 20    | CHÂTEAUNEUF L'Ardoise / BOURG Lycée des 3 Sources ⥋ MALISSARD Les Roches / MONTÉLIER Centre | CHÂTEAUNEUF L'Ardoise / BOURG Lycée des 3 Sources ⥋ MALISSARD Les Roches / MONTÉLIER Centre | CHÂTEAUNEUF L'Ardoise / BOURG Lycée des 3 Sources ⥋ MALISSARD Les Roches / MONTÉLIER Centre | CHÂTEAUNEUF L'Ardoise / BOURG Lycée des 3 Sources ⥋ MALISSARD Les Roches / MONTÉLIER Centre | CHÂTEAUNEUF L'Ardoise / BOURG Lycée des 3 Sources ⥋ MALISSARD Les Roches / MONTÉLIER Centre | CHÂTEAUNEUF L'Ardoise / BOURG Lycée des 3 Sources ⥋ MALISSARD Les Roches / MONTÉLIER Centre | CHÂTEAUNEUF L'Ardoise / BOURG Lycée des 3 Sources ⥋ MALISSARD Les Roches / MONTÉLIER Centre | CHÂTEAUNEUF L'Ardoise / BOURG Lycée des 3 Sources ⥋ MALISSARD Les Roches / MONTÉLIER Centre | CHÂTEAUNEUF L'Ardoise / BOURG Lycée des 3 Sources ⥋ MALISSARD Les Roches / MONTÉLIER Centre |
| ----- | --- | ------------------------------------------------------------------------------------------- | ------------------------------------------------------------------------------------------- | ------------------------------------------------------------------------------------------- | ------------------------------------------------------------------------------------------- | ------------------------------------------------------------------------------------------- | ------------------------------------------------------------------------------------------- | ------------------------------------------------------------------------------------------- | ------------------------------------------------------------------------------------------- |
| 20    | Ouverture / Fermeture 31 août 2015 / — | Longueur —                                                                                  | Durée 25 - 86 min                                                                           | Nb. d’arrêts 61                                                                             | Matériel Standards et Articulés                                                             | Jours de fonctionnement L, Ma, Me, J, V, S                                                  | Jour / Soir / Nuit / Fêtes O / N / N / N                                                    | Voy. / an —                                                                                 | Transporteur Transdev Valence                                                               |
| 20    | Desserte : - Villes et lieux desservis : Châteauneuf-sur-Isère (MJC, Médiathèque, Maison Familiale Rurale, Mairie, Salle des fêtes, Centre de loisirs, Gymnase), Bourg-lès-Valence (MPT l'Armailler, Chambre d'agriculture Drôme, Centre de loisirs Louis Jourdan, Lycée des 3 Sources, Halle des sports, Collège Gérard Gaud, Complexe sportif - Piscine), Valence (Collège Jean Zay, CPAM de la Drôme, Préfecture, Pôle Bus - Hypercentre, Cité scolaire Camille Vernet, Lycée Montplaisir, Lycée Algoud Laffemas, Pôle universitaire Briffaut, IUT), Malissard (Mairie, Église), Chabeuil (ZA les Gouvernaux, Mairie, Centre historique) et Montélier (ZAC Les Petits Champs, Musée de Madagascar, Mairie, Bibliothèque). - Gare desservie : Aucune. |                                                                                             |                                                                                             |                                                                                             |                                                                                             |                                                                                             |                                                                                             |                                                                                             |                                                                                             |
| 20    | Autre : - Arrêts non accessibles aux UFR : CHÂTEAUNEUF L'Ardoise, Place des Pierres, CHÂTEAUNEUF Centre, Champagnol, Brignon, Armailler, Chanalets, Bourg École, Laennec, Paré, Abricotiers, Brassens, BOURG Lycée des 3 Sources, Lautrec, Val Fleury, Amandiers, La Cartoucherie Barnave, Dunkerque, Strasbourg, Camille Vernet, Montgolfier, VALENCE Pôle Briffaut, IUT, Grand Rousset, Sylvestre, Malissard Mairie, Malissard Poste, MALISSARD Les Roches, Buzatte, Boudets, Crozat, Maltras, La Fusée, La Gaieté, Chabeuil L'Hôpital, Monchweiler, Les Silos et MONTÉLIER Centre. - Amplitudes horaires : Du lundi au vendredi, la ligne fonctionne de 6 h 16 à 20 h 40 avec un bus toutes les 15 à 30 minutes en heures de pointe et toutes les 30 minutes en heures creuses. Le samedi, l'été et pendant les petites vacances scolaires, la ligne fonctionne de 6 h 21 à 20 h 03 avec un bus toutes les 60 minutes. - Particularités : Certains trajets sont limités à BOURG Lycée des 3 Sources et/ou VALENCE Pôle Bus et/ou MALISSARD Les Roches. Date de dernière mise à jour : 2 novembre 2024. |                                                                                             |                                                                                             |                                                                                             |                                                                                             |                                                                                             |                                                                                             |                                                                                             |                                                                                             |
| 20    | Dernière actualisation : — |                                                                                             |                                                                                             |                                                                                             |                                                                                             |                                                                                             |                                                                                             |                                                                                             |                                                                                             |
| 23    | UPIE Village ⥋ VALENCE Pôle Bus | UPIE Village ⥋ VALENCE Pôle Bus                                                             | UPIE Village ⥋ VALENCE Pôle Bus                                                             | UPIE Village ⥋ VALENCE Pôle Bus                                                             | UPIE Village ⥋ VALENCE Pôle Bus                                                             | UPIE Village ⥋ VALENCE Pôle Bus                                                             | UPIE Village ⥋ VALENCE Pôle Bus                                                             | UPIE Village ⥋ VALENCE Pôle Bus                                                             | UPIE Village ⥋ VALENCE Pôle Bus                                                             |
| 23    | Ouverture / Fermeture 3 septembre 2018 / — | Longueur —                                                                                  | Durée 33 min                                                                                | Nb. d’arrêts 28                                                                             | Matériel Autocars                                                                           | Jours de fonctionnement L, Ma, Me, J, V, S                                                  | Jour / Soir / Nuit / Fêtes O / N / N / N                                                    | Voy. / an —                                                                                 | Transporteur Transdev Drome                                                                 |
| 23    | Desserte : - Villes et lieux desservis : Upie (Centre, Hôtel de Ville, Cimetière) Montmeyran (Centre, Hôtel de Ville), Montéléger (Centre, Hôtel de Ville), Beaumont-lès-Valence (Centre, Hôtel de Ville, Supermarché U, Maison des Associations, Collège Marcelle Rivier) et Valence (Intermarché, Lycée Algoud Laffemas, Site Universitaire, Cité scolaire Camille Vernet, Pôle Bus - Hypercentre). - Gare desservie : Aucune. |                                                                                             |                                                                                             |                                                                                             |                                                                                             |                                                                                             |                                                                                             |                                                                                             |                                                                                             |
| 23    | Autre : - Amplitudes horaires : Du lundi au vendredi, la ligne fonctionne de 6 h 47 à 20 h 10 à raison de 9 allers-retours. Le samedi, l'été et pendant les petites vacances scolaires, la ligne fonctionne de 7 h 25 à 19 h 56 à raison de 6 allers-retours. - Particularités : Les usagers ont la possibilité d'utiliser la ligne D25 de la Région au tarif Citéa. Date de dernière mise à jour : 2 novembre 2024. |                                                                                             |                                                                                             |                                                                                             |                                                                                             |                                                                                             |                                                                                             |                                                                                             |                                                                                             |
| 23    | Dernière actualisation : — |                                                                                             |                                                                                             |                                                                                             |                                                                                             |                                                                                             |                                                                                             |                                                                                             |                                                                                             |
| 25    | Alixan La Poste ⥋ VALENCE Lautagne | Alixan La Poste ⥋ VALENCE Lautagne                                                          | Alixan La Poste ⥋ VALENCE Lautagne                                                          | Alixan La Poste ⥋ VALENCE Lautagne                                                          | Alixan La Poste ⥋ VALENCE Lautagne                                                          | Alixan La Poste ⥋ VALENCE Lautagne                                                          | Alixan La Poste ⥋ VALENCE Lautagne                                                          | Alixan La Poste ⥋ VALENCE Lautagne                                                          | Alixan La Poste ⥋ VALENCE Lautagne                                                          |
| 25    | Ouverture / Fermeture 2 septembre 2024 / — | Longueur —                                                                                  | Durée 50 min                                                                                | Nb. d’arrêts 34                                                                             | Matériel Autocars                                                                           | Jours de fonctionnement L, Ma, Me, J, V                                                     | Jour / Soir / Nuit / Fêtes O / N / N / N                                                    | Voy. / an —                                                                                 | Transporteur Transdev Drôme                                                                 |
| 25    | Desserte : - Villes et lieux desservis : Valence (Parc d'activités du Plateau de Lautagne, Maison de l'industrie de la Drôme, LADAPT Drôme-Ardèche, Centre hospitalier, AFPA Drôme Ardèche, Pôle universitaire Briffaut, Lycée Algoud Laffemas, Z.A. Briffaut, Centre commercial Valence 2, Stade Georges Pompidou, ZC des Couleures), Saint-Marcel-lès-Valence (ZA de Laye, ZA 2000, Mairie) et Alixan (Parc d'activités Rovaltain, Les Soubredioux et Centre Historique). - Gare desservie : Gare de Valence TGV. |                                                                                             |                                                                                             |                                                                                             |                                                                                             |                                                                                             |                                                                                             |                                                                                             |                                                                                             |
| 25    | Autre : - Amplitudes horaires : Du lundi au vendredi, la ligne fonctionne de 12 h 10 à 19 h 06 à raison de 4 voyages vers Alixan. En direction de Valence, la ligne fonctionne de 7 h 01 à 14 h 00 à raison de 3 voyages quotidiens. Date de dernière mise à jour : 2 novembre 2024. |                                                                                             |                                                                                             |                                                                                             |                                                                                             |                                                                                             |                                                                                             |                                                                                             |                                                                                             |
| 25    | Dernière actualisation : — |                                                                                             |                                                                                             |                                                                                             |                                                                                             |                                                                                             |                                                                                             |                                                                                             |                                                                                             |
| 27    | ÉTOILE Remparts ⥋ VALENCE Pôle Bus / Montplaisir | ÉTOILE Remparts ⥋ VALENCE Pôle Bus / Montplaisir                                            | ÉTOILE Remparts ⥋ VALENCE Pôle Bus / Montplaisir                                            | ÉTOILE Remparts ⥋ VALENCE Pôle Bus / Montplaisir                                            | ÉTOILE Remparts ⥋ VALENCE Pôle Bus / Montplaisir                                            | ÉTOILE Remparts ⥋ VALENCE Pôle Bus / Montplaisir                                            | ÉTOILE Remparts ⥋ VALENCE Pôle Bus / Montplaisir                                            | ÉTOILE Remparts ⥋ VALENCE Pôle Bus / Montplaisir                                            | ÉTOILE Remparts ⥋ VALENCE Pôle Bus / Montplaisir                                            |
| 27    | Ouverture / Fermeture 2 septembre 2024 / — | Longueur —                                                                                  | Durée 33 min                                                                                | Nb. d’arrêts 18                                                                             | Matériel Autocars                                                                           | Jours de fonctionnement L, Ma, Me, J, V, S                                                  | Jour / Soir / Nuit / Fêtes O / N / N / N                                                    | Voy. / an —                                                                                 | Transporteur —                                                                              |
| 27    | Desserte : - Villes et lieux desservis : Étoile-sur-Rhône (Place de la République, Mairie) Beauvallon (Drôme) (Centre, Le Lac, Hôtel de Ville) et Valence Collège et Lycée privés St-Victor, Gare routière, Pôle Bus - Hypercentre, Site Universitaire Latour Maubourg, Médiathèque Latour Maubourg, Institution Notre-Dame - Lycée Privé Montplaisir). - Gare desservie : Gare de Valence-Ville. |                                                                                             |                                                                                             |                                                                                             |                                                                                             |                                                                                             |                                                                                             |                                                                                             |                                                                                             |
| 27    | Autre : - Amplitudes horaires : Du lundi au vendredi, la ligne fonctionne de 7 h 00 à 19 h 48 à raison de 9 allers-retours. Le samedi, l'été et pendant les petites vacances scolaires, la ligne fonctionne de 7 h 01 à 19 h 48 à raison de 4 voyages vers Etoile et 5 vers Valence. - Particularités : La ligne est prolongée à VALENCE Montplaisir en période scolaire uniquement. Date de dernière mise à jour : 2 novembre 2024. |                                                                                             |                                                                                             |                                                                                             |                                                                                             |                                                                                             |                                                                                             |                                                                                             |                                                                                             |
| 27    | Dernière actualisation : — |                                                                                             |                                                                                             |                                                                                             |                                                                                             |                                                                                             |                                                                                             |                                                                                             |                                                                                             |
| 46    | VERNOUX Place Delarbre ⥋ VALENCE Gare Routière | VERNOUX Place Delarbre ⥋ VALENCE Gare Routière                                              | VERNOUX Place Delarbre ⥋ VALENCE Gare Routière                                              | VERNOUX Place Delarbre ⥋ VALENCE Gare Routière                                              | VERNOUX Place Delarbre ⥋ VALENCE Gare Routière                                              | VERNOUX Place Delarbre ⥋ VALENCE Gare Routière                                              | VERNOUX Place Delarbre ⥋ VALENCE Gare Routière                                              | VERNOUX Place Delarbre ⥋ VALENCE Gare Routière                                              | VERNOUX Place Delarbre ⥋ VALENCE Gare Routière                                              |
| 46    | Ouverture / Fermeture 1er septembre 2014 / — | Longueur —                                                                                  | Durée 60 min                                                                                | Nb. d’arrêts 25                                                                             | Matériel Autocars                                                                           | Jours de fonctionnement L, Ma, Me, J, V, S, D                                               | Jour / Soir / Nuit / Fêtes O / N / N / O                                                    | Voy. / an —                                                                                 | Transporteur Les Courriers Rhondaniens                                                      |
| 46    | Desserte : - Villes et lieux desservis : Vernoux-en-Vivarais (Centre, Hôtel de Ville, Piscine), Boffres (Centre, Hôtel de Ville), Alboussière (Centre, Hôtel de Ville), Champis, Saint-Péray (Mairie, Église, Médiathèque Rhône Crussol, Zone commerciale Maladière, P+R La Maladière), Guilherand-Granges (Centre commercial), Valence (Parc Jouvet, Champ de Mars, Vieux Valence, Centre commercial Victor Hugo, Pôle Bus - Hypercentre - Gare desservie : Gare de Valence-Ville. |                                                                                             |                                                                                             |                                                                                             |                                                                                             |                                                                                             |                                                                                             |                                                                                             |                                                                                             |
| 46    | Autre : - Amplitudes horaires : Du lundi au vendredi, la ligne fonctionne de 5 h 50 à 19 h 57 à raison de 3 aller-retours et de 3 allers-retours limités entre Vernoux et Champis / Saint-Péray (dont 1 uniquement le mercredi). Le dimanche, le samedi, l'été et pendant les petites vacances scolaires, la ligne fonctionne à raison de 3 allers-retours. - Particularités : La ligne est en conrrespondance avec la ligne C4 à l'arrêt ST PERAY Mairie. Date de dernière mise à jour : 2 novembre 2024. |                                                                                             |                                                                                             |                                                                                             |                                                                                             |                                                                                             |                                                                                             |                                                                                             |                                                                                             |
| 46    | Dernière actualisation : — |                                                                                             |                                                                                             |                                                                                             |                                                                                             |                                                                                             |                                                                                             |                                                                                             |                                                                                             |

### Lignes du secteur Romanais

#### Ligne Cité (à 20 min)Cité 6
| Ligne | Caractéristiques | Caractéristiques                               | Caractéristiques                               | Caractéristiques                               | Caractéristiques                               | Caractéristiques                               | Caractéristiques                               | Caractéristiques                               | Caractéristiques                               |
| C6    | Cité 6 | Cité 6                                         | Cité 6                                         | Cité 6                                         | Cité 6                                         | Cité 6                                         | Cité 6                                         | Cité 6                                         | Cité 6                                         |
| C6    | ST-PAUL - Parc St-Paul ⥋ ROMANS - La Gloriette | ST-PAUL - Parc St-Paul ⥋ ROMANS - La Gloriette | ST-PAUL - Parc St-Paul ⥋ ROMANS - La Gloriette | ST-PAUL - Parc St-Paul ⥋ ROMANS - La Gloriette | ST-PAUL - Parc St-Paul ⥋ ROMANS - La Gloriette | ST-PAUL - Parc St-Paul ⥋ ROMANS - La Gloriette | ST-PAUL - Parc St-Paul ⥋ ROMANS - La Gloriette | ST-PAUL - Parc St-Paul ⥋ ROMANS - La Gloriette | ST-PAUL - Parc St-Paul ⥋ ROMANS - La Gloriette |
| ----- | --- | ---------------------------------------------- | ---------------------------------------------- | ---------------------------------------------- | ---------------------------------------------- | ---------------------------------------------- | ---------------------------------------------- | ---------------------------------------------- | ---------------------------------------------- |
| C6    | Ouverture / Fermeture 2 septembre 2024 / — | Longueur —                                     | Durée 29 min                                   | Nb. d’arrêts 24                                | Matériel —                                     | Jours de fonctionnement L, Ma, Me, J, V, S     | Jour / Soir / Nuit / Fêtes O / N / N / N       | Voy. / an —                                    | Transporteur Bertolami                         |
| C6    | Desserte : - Villes et lieux desservis : Saint-Paul-lès-Romans (Stades-Gymnase, Village, Parc St-Paul, ZA des Grands Chasses, Centre commercial) et Romans-sur-Isère (ZA des Bérauds, AFPA, Collège Lapassat, Mairie annexe, Église St-Curé d'Ars, Médiathèque de la Monnaie, Stade de la Monnaie, Piscine Caneton, Marques Avenue, Cité scolaire Albert Triboulet, Place Jean Jaurès, Église Notre-Dame-de-Lourdes, Gare multimodale, Lycée professionnel Auguste Bouvet, Lycée du Dauphiné, Collège Claude Debussy, Parc omnisports-Gymnases). - Gare desservie : Gare de Romans-Bourg-de-Péage.                       |                                                |                                                |                                                |                                                |                                                |                                                |                                                |                                                |
| C6    | Autre : - Arrêts non accessibles aux UFR :St-Vérant Centre Cial, Charcot, Déportation, Deprez, Vinay, Mounier, Mistral, Libération, Duchesne, Bonnet, La Sylla et ROMANS La Gloriette. - Amplitudes horaires : Du lundi au vendredi en période scolaire, la ligne fonctionne de 6 h 16 à 19 h 58 avec, en moyenne, un bus toutes les 20 minutes en heures de pointe et toutes les 30 minutes en heures creuses. Le samedi, l'été et du lundi au vendredi pendant les petites vacances, la ligne fonctionne de 6 h 51 à 19 h 58 avec un bus toutes les 30 minutes en journée. Date de dernière mise à jour : 3 mars 2025. |                                                |                                                |                                                |                                                |                                                |                                                |                                                |                                                |
| C6    | Dernière actualisation : — |                                                |                                                |                                                |                                                |                                                |                                                |                                                |                                                |

#### Lignes à 30 min6061
| Ligne | Caractéristiques | Caractéristiques                                                          | Caractéristiques                                                          | Caractéristiques                                                          | Caractéristiques                                                          | Caractéristiques                                                          | Caractéristiques                                                          | Caractéristiques                                                          | Caractéristiques                                                          |
| 60    | ST-PAUL - École / Parc St Paul ⥋ ROMANS - Lycée Terre d'Horizon / Hôpital | ST-PAUL - École / Parc St Paul ⥋ ROMANS - Lycée Terre d'Horizon / Hôpital | ST-PAUL - École / Parc St Paul ⥋ ROMANS - Lycée Terre d'Horizon / Hôpital | ST-PAUL - École / Parc St Paul ⥋ ROMANS - Lycée Terre d'Horizon / Hôpital | ST-PAUL - École / Parc St Paul ⥋ ROMANS - Lycée Terre d'Horizon / Hôpital | ST-PAUL - École / Parc St Paul ⥋ ROMANS - Lycée Terre d'Horizon / Hôpital | ST-PAUL - École / Parc St Paul ⥋ ROMANS - Lycée Terre d'Horizon / Hôpital | ST-PAUL - École / Parc St Paul ⥋ ROMANS - Lycée Terre d'Horizon / Hôpital | ST-PAUL - École / Parc St Paul ⥋ ROMANS - Lycée Terre d'Horizon / Hôpital |
| ----- | --- | ------------------------------------------------------------------------- | ------------------------------------------------------------------------- | ------------------------------------------------------------------------- | ------------------------------------------------------------------------- | ------------------------------------------------------------------------- | ------------------------------------------------------------------------- | ------------------------------------------------------------------------- | ------------------------------------------------------------------------- |
| 60    | Ouverture / Fermeture 2 septembre 2024 / — | Longueur —                                                                | Durée 46 min                                                              | Nb. d’arrêts 34                                                           | Matériel —                                                                | Jours de fonctionnement L, Ma, Me, J, V, S                                | Jour / Soir / Nuit / Fêtes O / N / N / N                                  | Voy. / an —                                                               | Transporteur —                                                            |
| 60    | Desserte : - Villes et lieux desservis : - Gare desservie : Gare de Romans-Bourg-de-Péage. |                                                                           |                                                                           |                                                                           |                                                                           |                                                                           |                                                                           |                                                                           |                                                                           |
| 60    | Autre : - Arrêts non accessibles aux UFR : St-Vérant Centre Cial, Romans AFPA, Romans ZI, M. Curie, Vignards, Espaces, Général Albert, Saint-Exupéry, Musset, Bastions, Récollets, Meilleux Centre cial, Y. Rabin, Camus, Les Arcs, Auriol, ROMANS Lycée Terre d'Horizon. - Amplitudes horaires : Du lundi au vendredi en période scolaire, la ligne fonctionne de 6 h 18 à 20 h 01 avec, en moyenne, un bus toutes les 30 minutes en journée. Le samedi, l'été et du lundi au vendredi pendant les petites vacances, la ligne fonctionne de 6 h 49 à 20 h 01 avec un bus toutes les 30 minutes en journée. - Particularités : En période scolaire, la ligne dessert le collège Lapassat en heure de pointe.De plus en dehors des horaires de la période scolaire vous pouvez utiliser le service Citéa Résa pour se déplacer jusqu'au centre St Paul lès Romans Lorsque celui-ci n'est pas desservi par la ligne 60. Date de dernière mise à jour : 28 août 2018. |                                                                           |                                                                           |                                                                           |                                                                           |                                                                           |                                                                           |                                                                           |                                                                           |
| 60    | Dernière actualisation : — |                                                                           |                                                                           |                                                                           |                                                                           |                                                                           |                                                                           |                                                                           |                                                                           |
| 61    | CHATUZANGE - Chatuparc / BOURG-DE-PÉAGE - Tordières ⥋ ROMANS - Gare | CHATUZANGE - Chatuparc / BOURG-DE-PÉAGE - Tordières ⥋ ROMANS - Gare       | CHATUZANGE - Chatuparc / BOURG-DE-PÉAGE - Tordières ⥋ ROMANS - Gare       | CHATUZANGE - Chatuparc / BOURG-DE-PÉAGE - Tordières ⥋ ROMANS - Gare       | CHATUZANGE - Chatuparc / BOURG-DE-PÉAGE - Tordières ⥋ ROMANS - Gare       | CHATUZANGE - Chatuparc / BOURG-DE-PÉAGE - Tordières ⥋ ROMANS - Gare       | CHATUZANGE - Chatuparc / BOURG-DE-PÉAGE - Tordières ⥋ ROMANS - Gare       | CHATUZANGE - Chatuparc / BOURG-DE-PÉAGE - Tordières ⥋ ROMANS - Gare       | CHATUZANGE - Chatuparc / BOURG-DE-PÉAGE - Tordières ⥋ ROMANS - Gare       |
| 61    | Ouverture / Fermeture 2 septembre 2024 / — | Longueur —                                                                | Durée 24 min                                                              | Nb. d’arrêts 25                                                           | Matériel —                                                                | Jours de fonctionnement L, Ma, Me, J, V, S                                | Jour / Soir / Nuit / Fêtes O / N / N / N                                  | Voy. / an —                                                               | Transporteur Bertolami                                                    |
| 61    | Desserte : - Villes et lieux desservis : Chatuzange-le-Goubet (Parc d'activités Chatuparc, Hall des sports Gilbert Tournigand, Hameau de Pizançon), Bourg-de-Péage (Espace François Mitterrand, Centre commercial Alpes-Provence, Place Delay d'Agier, Église Ste-Marie, Mairie, Groupe scolaire privé les Maristes, Collège de l'Europe Jean Monnet, Clinique la Parisière) et Romans-sur-Isère (Église St-Nicolas, Vieux Centre, CAF, Chambre des métiers et de l'artisanat de la Drôme, EHPAD Émile Peysson, Piscine Triboulet, Musée international de la Chaussure de Romans, Cité scolaire Albert Triboulet, Place Jean Jaurès, Église Notre-Dame-de-Lourdes, Gare multimodale, Lycée professionnel Auguste Bouvet, Lycée privé St-Maurice Notre-Dame-des-Champs, Centre commercial de Meilleux, Stade de la Paillère, Hôpitaux Drôme-Nord). - Gare desservie : Gare de Romans-Bourg-de-Péage.                                                                |                                                                           |                                                                           |                                                                           |                                                                           |                                                                           |                                                                           |                                                                           |                                                                           |
| 61    | Autre : - Arrêts non accessibles aux UFR :CHATUZANGE Chatuparc, Chirouzes, Pizançon Centre, Pont des Seigneurs, Goubetière, Jean de la Fontaine, BOURG DE PÉAGE Tordières, Jean Bouin, Baticoop, La Parisière, BOURG DE PÉAGE Collège de l’Europe, A. Vallon, Delay d'Agier, Place Doumer, Pont Vieux. - Amplitudes horaires : Du lundi au vendredi en période scolaire, la ligne fonctionne de 6 h 20 à 19 h 56 avec, en moyenne, un bus toutes les 30 minutes en journée. Le samedi, l'été et du lundi au vendredi pendant les petites vacances, la ligne fonctionne de 7 h 24 à 19 h 59 avec un bus toutes les 30 minutes en journée. - Particularités : En période scolaire, la ligne est limitée à BOURG DE PÉAGE Tordières en heures creuses et le reste de l'année à raison d'un trajet sur deux en moyenne. Date de dernière mise à jour : 3 mars 2025. |                                                                           |                                                                           |                                                                           |                                                                           |                                                                           |                                                                           |                                                                           |                                                                           |
| 61    | Dernière actualisation : — |                                                                           |                                                                           |                                                                           |                                                                           |                                                                           |                                                                           |                                                                           |                                                                           |

#### Lignes à 60 min62636465
| Ligne | Caractéristiques | Caractéristiques                                                 | Caractéristiques                                                 | Caractéristiques                                                 | Caractéristiques                                                 | Caractéristiques                                                 | Caractéristiques                                                 | Caractéristiques                                                 | Caractéristiques                                                 |
| 62    | BOURG-DE-PÉAGE - Bayannins ⥋ ROMANS - Gare | BOURG-DE-PÉAGE - Bayannins ⥋ ROMANS - Gare                       | BOURG-DE-PÉAGE - Bayannins ⥋ ROMANS - Gare                       | BOURG-DE-PÉAGE - Bayannins ⥋ ROMANS - Gare                       | BOURG-DE-PÉAGE - Bayannins ⥋ ROMANS - Gare                       | BOURG-DE-PÉAGE - Bayannins ⥋ ROMANS - Gare                       | BOURG-DE-PÉAGE - Bayannins ⥋ ROMANS - Gare                       | BOURG-DE-PÉAGE - Bayannins ⥋ ROMANS - Gare                       | BOURG-DE-PÉAGE - Bayannins ⥋ ROMANS - Gare                       |
| ----- | --- | ---------------------------------------------------------------- | ---------------------------------------------------------------- | ---------------------------------------------------------------- | ---------------------------------------------------------------- | ---------------------------------------------------------------- | ---------------------------------------------------------------- | ---------------------------------------------------------------- | ---------------------------------------------------------------- |
| 62    | Ouverture / Fermeture 3 septembre 2018 / — | Longueur —                                                       | Durée 23 min                                                     | Nb. d’arrêts 21                                                  | Matériel —                                                       | Jours de fonctionnement L, Ma, Me, J, V, S                       | Jour / Soir / Nuit / Fêtes O / N / N / N                         | Voy. / an —                                                      | Transporteur Bertolami                                           |
| 62    | Desserte : - Villes et lieux desservis : Bourg-de-Péage (Espace François Mitterrand, Clinique la Parisière, Collège de l'Europe Jean Monnet, Groupe scolaire privé les Maristes, Mairie, Église Ste-Marie, Place Delay d'Agier) et Romans-sur-Isère (Vieux Centre, Collégiale St-Barnard, Cité de la Musique, Lycée privé Notre-Dame-des-Champs, Place Jean Jaurès, Église Notre-Dame-de-Lourdes, Gare multimodale, AFPA, ZA des Bérauds). - Gare desservie : Gare de Romans-Bourg-de-Péage. |                                                                  |                                                                  |                                                                  |                                                                  |                                                                  |                                                                  |                                                                  |                                                                  |
| 62    | Autre : - Arrêts non accessibles aux UFR : BOURG-DE-PÉAGE Bayannins, Sironi, Bois des Naix, Mindelheim, Pirraud, Patriotes, Alpes Provences, Les Moulins, Grande Rue, Renaissance, Delay d’Agier, A. Vallon, BOURG-DE-PÉAGE Collège de l’Europe, Zamenhof, Figuet. - Amplitudes horaires : Du lundi au vendredi en période scolaire, la ligne fonctionne de 6 h 07 à 20 h 04. L'été et du lundi au vendredi pendant les petites vacances, la ligne fonctionne de 6 h 10 à 20 h 04.Le Samedi la ligne fonctionne de 6 h 45 à 19 h 35. Date de dernière mise à jour : 2 mars 2025. |                                                                  |                                                                  |                                                                  |                                                                  |                                                                  |                                                                  |                                                                  |                                                                  |
| 62    | Dernière actualisation : — |                                                                  |                                                                  |                                                                  |                                                                  |                                                                  |                                                                  |                                                                  |                                                                  |
| 63    | PEYRINS - Mairie ⥋ ROMANS - Gare | PEYRINS - Mairie ⥋ ROMANS - Gare                                 | PEYRINS - Mairie ⥋ ROMANS - Gare                                 | PEYRINS - Mairie ⥋ ROMANS - Gare                                 | PEYRINS - Mairie ⥋ ROMANS - Gare                                 | PEYRINS - Mairie ⥋ ROMANS - Gare                                 | PEYRINS - Mairie ⥋ ROMANS - Gare                                 | PEYRINS - Mairie ⥋ ROMANS - Gare                                 | PEYRINS - Mairie ⥋ ROMANS - Gare                                 |
| 63    | Ouverture / Fermeture 3 septembre 2018 / — | Longueur —                                                       | Durée 34 min                                                     | Nb. d’arrêts 21                                                  | Matériel —                                                       | Jours de fonctionnement L, Ma, Me, J, V, S                       | Jour / Soir / Nuit / Fêtes O / N / N / N                         | Voy. / an —                                                      | Transporteur Bertolami                                           |
| 63    | Desserte : - Villes et lieux desservis : Peyrins (Village, Mairie), Mours-Saint-Eusèbe (Mairie, Salle polyvalente, EHPAD Beausoleil, ZA des Revols) et Romans-sur-Isère (Salle Aragon, Collège André Malraux, Collège Claude Debussy, Parc omnisports-Gymnases, Stade Marcel Guillermoz, Gare multimodale, Église Notre-Dame-de-Lourdes, Place Jean Jaurès). - Gare desservie : Gare de Romans-Bourg-de-Péage. |                                                                  |                                                                  |                                                                  |                                                                  |                                                                  |                                                                  |                                                                  |                                                                  |
| 63    | Autre : - Arrêts non accessibles aux UFR : PEYRINS Mairie, Escoffers, Liorettes, Monteil, Cèdres, Deviennes, ZA Revols, Hirondelles, Vessette, Giraudier, J. Moulin, Grand Large, Boulodrome, Verdun, Servet, Chenier et Lacoste. - Amplitudes horaires : Du lundi au vendredi en période scolaire, la ligne fonctionne de 7 h 11 à 18 h 47 à raison de 6 aller-retours. Le samedi, l'été et du lundi au vendredi pendant les petites vacances, la ligne fonctionne de 7 h 19 à 18 h 38 à raison de 5 trajets vers PEYRINS Mairie et 8 trajets vers ROMANS Jean Jaurès. - Particularités : En période scolaire, le trajet de 13 h 00 de départ PEYRINS Mairie dessert l'arrêt : La Presle ( Cité de la Musique ). Date de dernière mise à jour : 2 mars 2025. |                                                                  |                                                                  |                                                                  |                                                                  |                                                                  |                                                                  |                                                                  |                                                                  |
| 63    | Dernière actualisation : — |                                                                  |                                                                  |                                                                  |                                                                  |                                                                  |                                                                  |                                                                  |                                                                  |
| 64    | ROMANS - Collège Debussy / La Paillère ⥋ ROMANS - Royanne Centre | ROMANS - Collège Debussy / La Paillère ⥋ ROMANS - Royanne Centre | ROMANS - Collège Debussy / La Paillère ⥋ ROMANS - Royanne Centre | ROMANS - Collège Debussy / La Paillère ⥋ ROMANS - Royanne Centre | ROMANS - Collège Debussy / La Paillère ⥋ ROMANS - Royanne Centre | ROMANS - Collège Debussy / La Paillère ⥋ ROMANS - Royanne Centre | ROMANS - Collège Debussy / La Paillère ⥋ ROMANS - Royanne Centre | ROMANS - Collège Debussy / La Paillère ⥋ ROMANS - Royanne Centre | ROMANS - Collège Debussy / La Paillère ⥋ ROMANS - Royanne Centre |
| 64    | Ouverture / Fermeture 2 septembre 2024 / — | Longueur —                                                       | Durée 44 min                                                     | Nb. d’arrêts 36                                                  | Matériel —                                                       | Jours de fonctionnement L, Ma, Me, J, V                          | Jour / Soir / Nuit / Fêtes O / N / N / N                         | Voy. / an —                                                      | Transporteur Bertolami                                           |
| 64    | Desserte : - Villes et lieux desservis : Romans-sur-Isère (Collège André Malraux, Stade Marcel Guillermoz, Stade Louis Porchier). - Gare desservie : Gare de Romans-Bourg-de-Péage. |                                                                  |                                                                  |                                                                  |                                                                  |                                                                  |                                                                  |                                                                  |                                                                  |
| 64    | Autre : - Arrêts non accessibles aux UFR : Royanne Stade, Vessette, Klee, Teinturier, Stade Guillermoz, Chenier, Lacoste, Lafosse, Belvédère, Sorano, Zadar, Bonzon, Coquillards, Dullin, Yourcenar, Les Arcs, Camus, Y. Rabin, Meilleux et Dauphiné. - Amplitudes horaires : Du lundi au vendredi en période scolaire, la ligne fonctionne de 6 h 22 à 19 h 30 à raison de 9 trajets vers La Paillère / Collège Debussy et 11 trajets vers Royanne. - Particularités : Hors Période scolaire la ligne fait que le trajet ROMANS Royanne ⥋ La Paillère. Date de dernière mise à jour : 3 mars 2025. |                                                                  |                                                                  |                                                                  |                                                                  |                                                                  |                                                                  |                                                                  |                                                                  |
| 64    | Dernière actualisation : — |                                                                  |                                                                  |                                                                  |                                                                  |                                                                  |                                                                  |                                                                  |                                                                  |
| 65    | ROMANS - Gare ⥋ CHÂTEAUNEUF - Portes du Vercors | ROMANS - Gare ⥋ CHÂTEAUNEUF - Portes du Vercors                  | ROMANS - Gare ⥋ CHÂTEAUNEUF - Portes du Vercors                  | ROMANS - Gare ⥋ CHÂTEAUNEUF - Portes du Vercors                  | ROMANS - Gare ⥋ CHÂTEAUNEUF - Portes du Vercors                  | ROMANS - Gare ⥋ CHÂTEAUNEUF - Portes du Vercors                  | ROMANS - Gare ⥋ CHÂTEAUNEUF - Portes du Vercors                  | ROMANS - Gare ⥋ CHÂTEAUNEUF - Portes du Vercors                  | ROMANS - Gare ⥋ CHÂTEAUNEUF - Portes du Vercors                  |
| 65    | Ouverture / Fermeture 2 septembre 2024 / — | Longueur —                                                       | Durée 20 min                                                     | Nb. d’arrêts 9                                                   | Matériel —                                                       | Jours de fonctionnement L, Ma, Me, J, V                          | Jour / Soir / Nuit / Fêtes O / N / N / N                         | Voy. / an —                                                      | Transporteur Bertolami                                           |
| 65    | Desserte : - Villes et lieux desservis : (à compléter). - Gare desservie : Gare de Romans-Bourg-de-Péage. |                                                                  |                                                                  |                                                                  |                                                                  |                                                                  |                                                                  |                                                                  |                                                                  |
| 65    | Autre : - Arrêts non accessibles aux UFR : CHÂTEAUNEUF Portes du Vercors, Baron et Figuet. - Amplitudes horaires : en période scolaire, la ligne fonctionne de 6 h 07 à 19 h 27 à raison de dix trajets vers CHÂTEAUNEUF Portes du Vercors et de neuf trajets vers ROMANS Gare. Hors période scolaire la ligne circule de 7 h 32 à 18 h 43 pour une moyenne de cinq aller-retour. - Particularités : correspondance possible avec les lignes InterCitéas ( InterCitéa InterCitéa Direct) à l'arrêt Alpes Provences. Date de dernière mise à jour : 3 août 2025. |                                                                  |                                                                  |                                                                  |                                                                  |                                                                  |                                                                  |                                                                  |                                                                  |
| 65    | Dernière actualisation : — |                                                                  |                                                                  |                                                                  |                                                                  |                                                                  |                                                                  |                                                                  |                                                                  |

#### Lignes périurbaines (Fonctionnent toute l'année)70
| Ligne | Caractéristiques | Caractéristiques                               | Caractéristiques                               | Caractéristiques                               | Caractéristiques                               | Caractéristiques                               | Caractéristiques                               | Caractéristiques                               | Caractéristiques                               |
| 70    | CHATILLON-SAINT-JEAN - Village ⥋ ROMANS - Gare | CHATILLON-SAINT-JEAN - Village ⥋ ROMANS - Gare | CHATILLON-SAINT-JEAN - Village ⥋ ROMANS - Gare | CHATILLON-SAINT-JEAN - Village ⥋ ROMANS - Gare | CHATILLON-SAINT-JEAN - Village ⥋ ROMANS - Gare | CHATILLON-SAINT-JEAN - Village ⥋ ROMANS - Gare | CHATILLON-SAINT-JEAN - Village ⥋ ROMANS - Gare | CHATILLON-SAINT-JEAN - Village ⥋ ROMANS - Gare | CHATILLON-SAINT-JEAN - Village ⥋ ROMANS - Gare |
| ----- | --- | ---------------------------------------------- | ---------------------------------------------- | ---------------------------------------------- | ---------------------------------------------- | ---------------------------------------------- | ---------------------------------------------- | ---------------------------------------------- | ---------------------------------------------- |
| 70    | Ouverture / Fermeture 2 septembre 2024 / — | Longueur —                                     | Durée 27 min                                   | Nb. d’arrêts 11                                | Matériel Autocars                              | Jours de fonctionnement L, Ma, Me, J, V        | Jour / Soir / Nuit / Fêtes O / N / N / N       | Voy. / an —                                    | Transporteur —                                 |
| 70    | Desserte : - Villes et lieux desservis : Châtillon-Saint-Jean, Triors, Génissieux et Romans-sur-Isère. - Gare desservie : Gare de Romans-Bourg-de-Péage. |                                                |                                                |                                                |                                                |                                                |                                                |                                                |                                                |
| 70    | Autre : - Amplitudes horaires : Du lundi au vendredi, la ligne fonctionne de 7 h 13 à 18 h 33 à raison de 3 aller et de 4 retours limités entre Chatillon et Romans ne changeant pas au cours des périodes. - Particularités : La ligne dessert également PARNANS, MONTMIRAL ainsi que ST MICHEL SUR SAVASSE et GEYSSANS en partance du lycée du Dauphiné à 18h06 uniquement le lundi, mardi, jeudi, et vendredi en période scolaire. Date de dernière mise à jour : 3 août 2025. |                                                |                                                |                                                |                                                |                                                |                                                |                                                |                                                |
| 70    | Dernière actualisation : — |                                                |                                                |                                                |                                                |                                                |                                                |                                                |                                                |

### Réseau du dimanche et des jours fériés
| Ligne | Parcours                                                         | Plage horaires       |
| ----- | ---------------------------------------------------------------- | -------------------- |
| IC    | ROMANS Gare ↔ VALENCE Gare Routière                              | De 10 h 36 à 21 h 03 |
| D1    | VALENCE La Bayot ↔ VALENCE Monge / Epervière                     | De 8 h 28 à 20 h 00  |
| D2    | VALENCE Centre Pénitentiaire ↔ ST MARCEL Monettes                | De 8 h 29 à 19 h 58  |
| D3    | BOURG Talavard ↔ ST PÉRAY Mairie                                 | De 9 h 12 à 20 h 01  |
| D5    | BOURG Centre Commercial ↔ MALISSARD Sylvestre / MONTELIER Centre | De 10 h 41 à 20 h 01 |
| D8    | ETOILE Basseaux Sud / PORTES Casanova ↔ VALENCE Le Plan          | De 9 h 41 à 20 h 11  |
| D10   | SOYONS Les Croisières ↔ VALENCE Le Plan                          | De 9 h 57 à 20 h 00  |
| D46   | VERNOUX Place Delabre ↔ VALENCE Gare Routière                    | De 9 h 30 à 19 h 30  |

## Transport à la demande

### Citéa RÉSA
Citéa RÉSA est un service transport à la demande (TAD) zonal permettant d'assurer une desserte de proximité vers des secteurs non-desservis par le réseau régulier.
Ce service fonctionne du lundi au samedi de 6 h 45 à 20 h et le dimanche de 10 h à 12 h 30 et de 15 h à 18 h.
Deux expérimentations sont réalisées sur le réseau entre le 18 novembre 2024 et le 28 juin 2025, à Etoile-sur-Rhône et St-Paul-lès-Romans, afin d'effectuer les liaisons ÉTOILE <> PORTES et ST PAUL <> Parc Saint-Paul lorsque les lignes régulières de ces secteurs ne circulent pas.

#### L'organisation par secteur
| Secteur                              | Lignes régulières du secteur                    | Arrêts de rabattement                                                      |
| ------------------------------------ | ----------------------------------------------- | -------------------------------------------------------------------------- |
| Centre                               | IC, 13, 20, 25, 220, 240 et D08                 | VALENCE Pôle Briffaut et Gare de Valence TGV BOURG-DE-PÉAGE Alpes Provence |
| Est Valentinois                      | 20, 23, 210, 220, 240, 800, 840 et D25          | VALENCE Pôle Briffaut et Hôpital Sud CHABEUIL Gare Routière                |
| Nord Romanais                        | 63, 70, 720, D09, D10, D12, D13 et D14          | ROMANS Gare et Hôpital ST PAUL Parc St Paul                                |
| Monts du Matin                       | IC, 20, 25, 220, 240, 800, 810, 820, 840 et D05 | Gare de Valence TGV ROMANS Gare et Hôpital ST PAUL Parc St Paul            |
| Nord Ardèche                         | C3, C4, 13, 46, 400 et E03                      | ST PERAY Mairie GUILHERAND Centre cial CORNAS Salle des Fêtes              |
| Sud Ardèche                          | C3, C4, 46, 400, 470 et E12                     | VALENCE Mallarmé GUILHERAND Centre cial et Savines                         |
| Étoile-sur-Rhône (Expérimentation)   | 12 et 27                                        | PORTES Mairie ÉTOILE Basseaux Sud                                          |
| St-Paul-lès-Romans (Expérimentation) | C6 et 60                                        | ST PAUL Parc St Paul                                                       |

### Citéa ACCESS
Le service Citéa ACCESS permet aux personnes ne pouvant se passer d'un fauteuil roulant, aux non-voyants et malvoyants titulaires d'une carte d'invalidité portant la mention "besoin d'accompagnement" ou "cécité" de bénéficier d'un service de transport de proximité.
Ce service fonctionne du lundi au samedi de 6 h 45 à 20 h 15 et le dimanche de 10 h à 12 h 30 et de 15 h à 18 h.

### Citéa PRO
Le service Citéa Pro est destiné aux professionnels de quatre zones d'activités, entre Valence et Romans. Ce service permet d'améliorer la couverture des zones avec la desserte de nouveaux arrêts et une complémentarité entre Citéa Pro, et les lignes Citéa existantes.
A l'aller, le trajet se fait sans réservation et chaque passager indique sa destination au conducteur. L’itinéraire de la navette s’ajustera aux arrêts demandés afin de transporter chacun le plus rapidement possible.
Au retour, il est nécessaire de réserver au moins 30 minutes avant le départ souhaité (par téléphone, sur l'application My Mobi ou sur Internet), en indiquant l’arrêt où la navette viendra récupérer les passagers.
| Ligne | Caractéristiques | Caractéristiques                                               | Caractéristiques                                               | Caractéristiques                                               | Caractéristiques                                               | Caractéristiques                                               | Caractéristiques                                               | Caractéristiques                                               | Caractéristiques                                               |
| CPro  | Citéa Pro La Motte - Chaffit - Morlon | Citéa Pro La Motte - Chaffit - Morlon                          | Citéa Pro La Motte - Chaffit - Morlon                          | Citéa Pro La Motte - Chaffit - Morlon                          | Citéa Pro La Motte - Chaffit - Morlon                          | Citéa Pro La Motte - Chaffit - Morlon                          | Citéa Pro La Motte - Chaffit - Morlon                          | Citéa Pro La Motte - Chaffit - Morlon                          | Citéa Pro La Motte - Chaffit - Morlon                          |
| CPro  | VALENCE Pôle Bus - PORTES Mairie ⥋ La Motte - Chaffit - Morlon | VALENCE Pôle Bus - PORTES Mairie ⥋ La Motte - Chaffit - Morlon | VALENCE Pôle Bus - PORTES Mairie ⥋ La Motte - Chaffit - Morlon | VALENCE Pôle Bus - PORTES Mairie ⥋ La Motte - Chaffit - Morlon | VALENCE Pôle Bus - PORTES Mairie ⥋ La Motte - Chaffit - Morlon | VALENCE Pôle Bus - PORTES Mairie ⥋ La Motte - Chaffit - Morlon | VALENCE Pôle Bus - PORTES Mairie ⥋ La Motte - Chaffit - Morlon | VALENCE Pôle Bus - PORTES Mairie ⥋ La Motte - Chaffit - Morlon | VALENCE Pôle Bus - PORTES Mairie ⥋ La Motte - Chaffit - Morlon |
| ----- | --- | -------------------------------------------------------------- | -------------------------------------------------------------- | -------------------------------------------------------------- | -------------------------------------------------------------- | -------------------------------------------------------------- | -------------------------------------------------------------- | -------------------------------------------------------------- | -------------------------------------------------------------- |
| CPro  | Ouverture / Fermeture 3 février 2025 / — | Longueur —                                                     | Durée —                                                        | Nb. d’arrêts 32                                                | Matériel Minibus                                               | Jours de fonctionnement L, Ma, Me, J, V                        | Jour / Soir / Nuit / Fêtes O / O / N / N                       | Voy. / an —                                                    | Transporteur Transdev Drôme                                    |
| CPro  | Desserte : - Points de départ et de retour : VALENCE Pôle Bus, Gare, Danton et Monge et PORTES Mairie - Arrêts Citéa Pro : Baldi, Chaffit, Champ du Pont, Chantecouriol, Corot, Cousteau, Cœugnet, Descartes, Douanes, Fernand Léger, Frachon, Guesde, Louis Armand, Marcon, Mermoz, Moloïse, Monmousseau, Motte, Palissy, Paul Eluard, Pompiers, Pont des Lônes, PORTES Z.I. La Motte, Saillant, Seghers, Seguin et Soleil. - Sites à proximité : Centre commercial Auchan, Clinique Générale, Village de Chaffit, Allo Pneus, Plateforme Leroy Merlin, Chronopost, AFTRAL, Zone Portuaire, Pizzorno, Andros, AD Poids Lourds, Sogal, Skipper, Rhône Ciments, Pavailler, Fatton, Leroy Merlin, Schenker, Dachser, Métripolis, HM Clause, Mobidecor, Iveco, Renault Trucks, Rhonalpal, Volvo Trucks, KDI Merlin, Loisirs Center, Association des Paralysés de France et Aventch. - Connexions avec lignes régulières : IC, ICd, C1, C2, C3, C4, C5, 7, 8, 10, 11, 12, 13, 20, 23, 27, 220, 240, D04, D08 et D30. - Gare desservie : Gare de Valence-Ville. |                                                                |                                                                |                                                                |                                                                |                                                                |                                                                |                                                                |                                                                |
| CPro  | Autre : - Amplitudes horaires : Départs de VALENCE Pôle Bus de 5 h à 18 h 30 - avec un bus toutes les 30 minutes en heure de pointe (de 7 h à 08 h 30; de 11 h 30 à 13 h 30 et de 16 h 30 à 18 h 30) et toutes les 60 minutes en heure creuse, ou de PORTES Mairie à 7 h, 7 h 30, 8 h, 8 h 30, 12 h, 12 h 30, 13 h, 13 h 30, 17 h, 17 h 30, 18 h 30, 19 h. Retour vers VALENCE Pôle bus via Monge, Danton et Gare de Valence jusqu’à 19 h puis un dernier départ à 21 h pour une arrivée au plus tard à 21 h 45 au Pôle Bus. Et vers PORTES Mairie de 7 h à 9 h, de 12 h à 14 h et de 17 h à 19 h. - Particularités : Reprend les arrêts anciennement desservis par la ligne 17. Date de dernière mise à jour : 4 février 2025. |                                                                |                                                                |                                                                |                                                                |                                                                |                                                                |                                                                |                                                                |
| CPro  | Dernière actualisation : — |                                                                |                                                                |                                                                |                                                                |                                                                |                                                                |                                                                |                                                                |
| CPro  | Citéa Pro Rovaltain | Citéa Pro Rovaltain                                            | Citéa Pro Rovaltain                                            | Citéa Pro Rovaltain                                            | Citéa Pro Rovaltain                                            | Citéa Pro Rovaltain                                            | Citéa Pro Rovaltain                                            | Citéa Pro Rovaltain                                            | Citéa Pro Rovaltain                                            |
| CPro  | VALENCE Gare TGV ⥋ Rovaltain |                                                                |                                                                |                                                                |                                                                |                                                                |                                                                |                                                                |                                                                |
| CPro  | Ouverture / Fermeture 3 février 2025 / — | Longueur —                                                     | Durée —                                                        | Nb. d’arrêts 14                                                | Matériel Minibus                                               | Jours de fonctionnement L, Ma, Me, J, V                        | Jour / Soir / Nuit / Fêtes O / N / N / N                       | Voy. / an —                                                    | Transporteur Transdev Drôme                                    |
| CPro  | Desserte : - Points de départ et de retour : VALENCE Gare TGV - Arrêts Citéa Pro : 45ème, Brillat Savarin, Charpak, Châtelet, Commerce, Galimbet, Marc Seguin, Moreno, Olivier de Serre, P4 Vercors, Rovaltain et Z.A. des Plaines. - Sites à proximité : Caldéo, Octogone, Resto du Parc, Plateforme Scientifique, Adecco, MIL Remorque, Safran, Markem Imaje, Drôme Aménagement Habitat, Le Cube, Aventech, Solystic, CARI Electronic, Prodeval, Boiron, Parking P4 Vercors, Région Auvergne-Rhône-Alpes et Markal. - Connexions avec lignes régulières : IC, 11 et 25. - Gare desservie : Gare de Valence TGV. |                                                                |                                                                |                                                                |                                                                |                                                                |                                                                |                                                                |                                                                |
| CPro  | Autre : - Amplitudes horaires : Départs de la Gare de Valence TGV toutes les 15 minutes de 7 h à 19h. Retours vers la Gare de Valence TGV toute la journée jusqu’à 19 h. Date de dernière mise à jour : 4 février 2025. |                                                                |                                                                |                                                                |                                                                |                                                                |                                                                |                                                                |                                                                |
| CPro  | Dernière actualisation : — |                                                                |                                                                |                                                                |                                                                |                                                                |                                                                |                                                                |                                                                |
| CPro  | Citéa Pro Auréats - Basseaux | Citéa Pro Auréats - Basseaux                                   | Citéa Pro Auréats - Basseaux                                   | Citéa Pro Auréats - Basseaux                                   | Citéa Pro Auréats - Basseaux                                   | Citéa Pro Auréats - Basseaux                                   | Citéa Pro Auréats - Basseaux                                   | Citéa Pro Auréats - Basseaux                                   | Citéa Pro Auréats - Basseaux                                   |
| CPro  | VALENCE Pôle Bus - PORTES Mairie ⥋ Auréats - Basseaux |                                                                |                                                                |                                                                |                                                                |                                                                |                                                                |                                                                |                                                                |
| CPro  | Ouverture / Fermeture 10 février 2025 / — | Longueur —                                                     | Durée —                                                        | Nb. d’arrêts 24                                                | Matériel Minibus                                               | Jours de fonctionnement L, Ma, Me, J, V                        | Jour / Soir / Nuit / Fêtes N / O / N / N                       | Voy. / an —                                                    | Transporteur Transdev Drôme                                    |
| CPro  | Desserte : - Points de départ et de retour : VALENCE Pôle Bus, Cécile, La Palla, Fontlozier et PORTES Mairie. - Arrêts Citéa Pro : Allende, Auréats, Aurores, Basseaux Sud, Basseaux Nord, Brossolette, Cité de l'Escalade, Dormoy, Doucet, Etoile Gare, Grangeneuve, Jacquard, Margier, Marseille, Mourettes, Pont des Anglais, Pont du Maroc, Revel et Route de Beauvallon. - Sites à proximité : Avantech, Boulodrome, But, Brico Dépôt, Centrakor, Cité de l'Escalade, DOMO Performances Fibres, Espace Aubade, Grand Frais, Intermarché, Ninja World, Prolians, Promocash, REXEL, Savanna & Cie et Spit. - Lignes régulières en journée : 8, 12 et D30. - Gare desservie : Aucune. |                                                                |                                                                |                                                                |                                                                |                                                                |                                                                |                                                                |                                                                |
| CPro  | Autre : - Amplitudes horaires : Départs de VALENCE Pôle Bus à 5h et 6h05 et de PORTES à 5h25, 5h45 et 6h35. Retours à partir de 21h15. - Particularités : Permet d'assurer la desserte des zones des Auréats et Basseaux tôt le matin et en début de soirée, lorsque les lignes 8, 12 et D30 ne circulent pas. Date de dernière mise à jour : 4 février 2025. |                                                                |                                                                |                                                                |                                                                |                                                                |                                                                |                                                                |                                                                |
| CPro  | Dernière actualisation : — |                                                                |                                                                |                                                                |                                                                |                                                                |                                                                |                                                                |                                                                |
| CPro  | Citéa Pro Briffaut - Guimand | Citéa Pro Briffaut - Guimand                                   | Citéa Pro Briffaut - Guimand                                   | Citéa Pro Briffaut - Guimand                                   | Citéa Pro Briffaut - Guimand                                   | Citéa Pro Briffaut - Guimand                                   | Citéa Pro Briffaut - Guimand                                   | Citéa Pro Briffaut - Guimand                                   | Citéa Pro Briffaut - Guimand                                   |
| CPro  | VALENCE Pôle Bus ⥋ Briffaut - Guimand |                                                                |                                                                |                                                                |                                                                |                                                                |                                                                |                                                                |                                                                |
| CPro  | Ouverture / Fermeture 10 février 2025 / — | Longueur —                                                     | Durée —                                                        | Nb. d’arrêts 25                                                | Matériel Minibus                                               | Jours de fonctionnement L, Ma, Me, J, V                        | Jour / Soir / Nuit / Fêtes N / O / N / N                       | Voy. / an —                                                    | Transporteur Transdev Drôme                                    |
| CPro  | Desserte : - Points de départ et de retour : VALENCE Pôle Bus, Camille Vernet et Hôpital Est. - Arrêts Citéa Pro : Blaise Pascal, Centre de Rééducation, Forêt aux Martins, Gaumont, Grand Rousset, Guimand, Henri Rey, Hôpital Sud, La Bayot, La Forêt, Latécoère, Les Morelles, Maison des Sports, Méliès, Monnet, Plaine, Poitoux, VALENCE Pôle Briffaut, Schumann, Simmonet, Spaak et Z.A. du Guimand. - Sites à proximité : Air Liquide, Alizon Industries, Autobernard, Constructel, Crouzet, Dalkia, de Willermin, Depré Automobiles, DPD, Eolane, Ford, Genin Automobiles, In Extenso, Intermarché, Jean Lain Automobiles, La Poste, Loxam, LPG, Mecafer, Métiffiot, METRO, Mont Blanc Auto, Peugeot, Renault, Richardson, SFS, Skipper, Snef, Sodikap, Sole Mio, Transports A. Blanc, Véolia et Verisure. - Lignes régulières en journée : C1, C2, C4, C5, 7, 13, 20, 25, 210, 220 et 240. - Gare desservie : Aucune. |                                                                |                                                                |                                                                |                                                                |                                                                |                                                                |                                                                |                                                                |
| CPro  | Autre : - Amplitudes horaires : Départs de VALENCE Pôle Bus à 5h et 6h. Retours à partir de 21h jusqu'à 21h45. - Particularités : Permet d'assurer la desserte des zones des Briffaut et Guimand tôt le matin et en début de soirée, lorsque les lignes régulières ne circulent pas. Date de dernière mise à jour : 4 février 2025. |                                                                |                                                                |                                                                |                                                                |                                                                |                                                                |                                                                |                                                                |
| CPro  | Dernière actualisation : — |                                                                |                                                                |                                                                |                                                                |                                                                |                                                                |                                                                |                                                                |

## Les pôles de correspondances
Quatre pôles d'échanges principaux sont présents dans chaque secteur du réseau permettant ainsi de faciliter les correspondances entre les différentes lignes et l'inter-modalité.

### Valence Pôle Bus

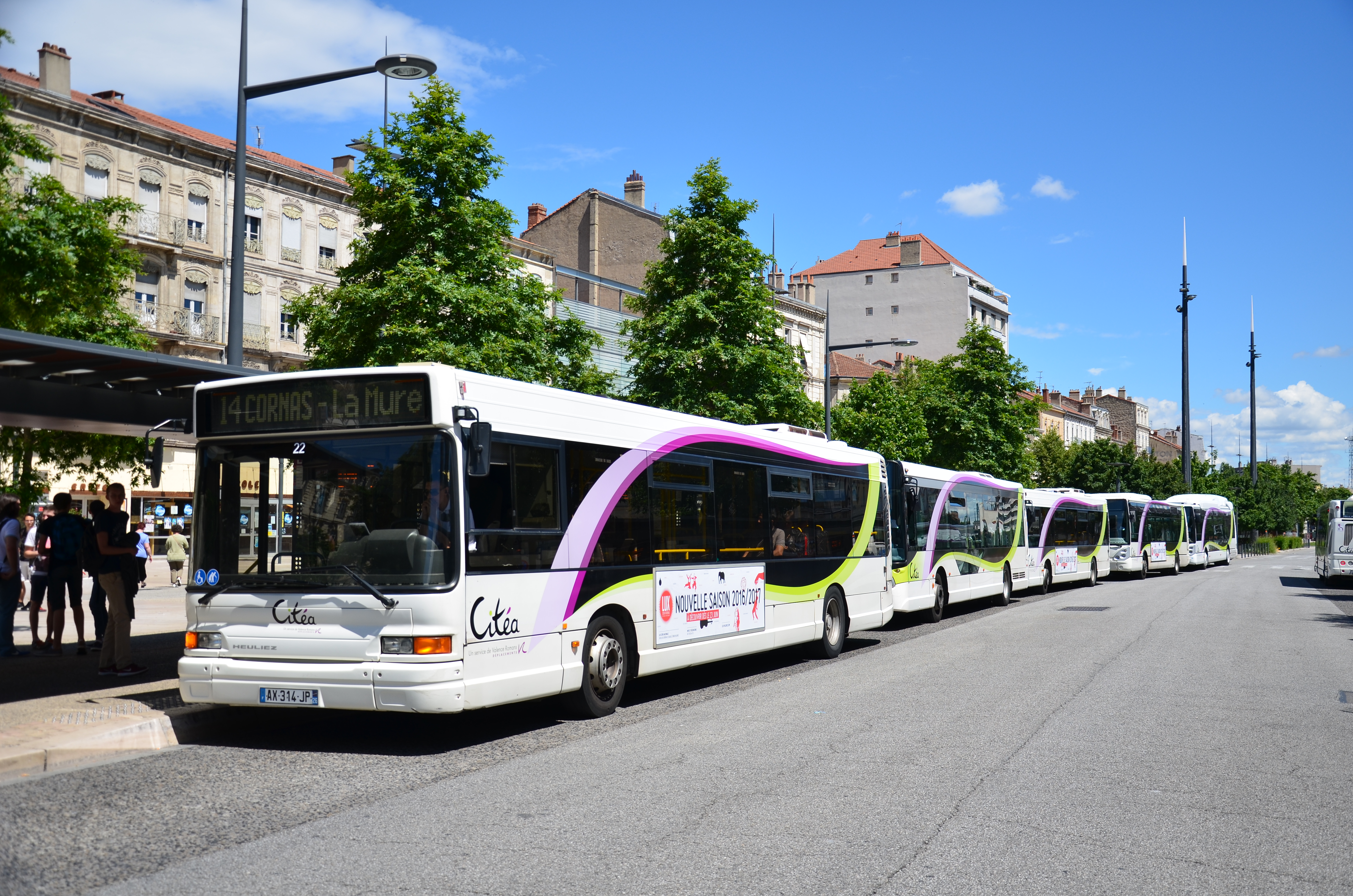
Nombreux véhicules en attente de départ au Pôle Bus, dans le centre-ville de Valence.

Organisé en 4 quais (dénommés A, B, C et D), chaque ligne qui le dessert est affectée à l'un d'entre-eux selon sa direction. Il est desservi par la majorité d'entre-elles et est situé à moins de 5 minutes à pieds de la gare routière et de la gare SNCF de Valence-Ville.
| QUAIS | LIGNES | DIRECTIONS                              |
| ----- | ------ | --------------------------------------- |
| A     | C1     | VALENCE VALLENSOLLES                    |
| A     | C3     | GUILHERAND CENTRE COMMERCIAL            |
| A     | C4     | ST-PÉRAY MAIRIE / PLOYES                |
| A     | 8      | PORTES LÉGER                            |
| A     | 10     | GUILHERAND VILLAGE                      |
| A     | 12     | ÉTOILE BASSSEAUX SUD / REMPARTS         |
| A     | 13     | CORNAS LA MURE                          |
| A     | 23     | UPIE VILLAGE                            |
| A     | 220    | VALENCE CÉCILE                          |
| B     | IC     | ROMANS GARE ROUTIÈRE                    |
| B     | ICd    | ROMANS GARE ROUTIÈRE                    |
| B     | C2     | VALENCE PÔLE BRIFFAUT                   |
| B     | C5     | VALENCE PÔLE BRIFFAUT                   |
| B     | 11     | VALENCE LAUTAGNE                        |
| B     | 20     | MALISSARD LES ROCHES / MONTÉLIER CENTRE |
| B     | 27     | ÉTOILE REMPARTS                         |
| B     | 240    | VALENCE CÉCILE                          |
| C     | IC     | VALENCE GARE ROUTIÈRE                   |
| C     | ICd    | VALENCE GARE ROUTIÈRE                   |
| C     | C2     | VALENCE THABOR                          |
| C     | C5     | BOURG CENTRE COMMERCIAL                 |
| C     | 11     | SAINT MARCEL MATHIAS / CHAPELLE         |
| C     | 20     | CHÂTEAUNEUF L'ARDOISE                   |
| C     | 27     | VALENCE MONTPLAISIR                     |
| D     | C1     | VALENCE PÔLE BRIFFAUT                   |
| D     | C3     | BOURG LYCÉE DES 3 SOURCES / BLACHÈRE    |
| D     | C4     | VALENCE LA BAYOT / CENTRE PÉNITENTIAIRE |
| D     | 8      | VALENCE CHAMBERLIÈRE                    |
| D     | 10     | BOURG CENTRE COMMERCIAL / MARCEROLLES   |
| D     | 13     | VALENCE LA BAYOT / MALISSARD LES ROCHES |

### Valence Pôle Briffaut
Structuré en 8 quais (dénommés A, B, C, D, E, F, G et H), il se situe au cœur du campus scolaire et universitaire de Briffaut. Il est desservi par 10 lignes régulières et de nombreux Express.
| QUAIS | LIGNES | DIRECTIONS                               |
| ----- | ------ | ---------------------------------------- |
| A     | C2     | VALENCE THABOR                           |
| A     | C5     | BOURG CENTRE COMMERCIAL                  |
| A     | 7      | VALENCE VALENSOLLES / ÉPERVIÈRE          |
| A     | 20     | MALISSARD LES ROCHES / MONTÉLIER CENTRE  |
| A     | 25     | VALENCE LAUTAGNE                         |
| A     | 210    | MONTVENDRE DOURCINES                     |
| A     | 220    | VALENCE CÉCILE                           |
| B     | 7      | SAINT MARCEL Z.A. DU ROUSSET             |
| B     | 20     | VALENCE PÔLE BUS / CHÂTEAUNEUF L'ARDOISE |
| B     | 25     | ALIXAN LA POSTE                          |
| B     | 220    | BARBIÈRES VILLAGE                        |
| B     | 240    | CHABEUIL LES PÉRIS                       |
| C     | 240    | VALENCE CÉCILE                           |
| D     | C1     | VALENCE VALENSOLLES                      |
| E     | C2     | VALENCE THABOR                           |
| E     | C5     | BOURG CENTRE COMMERCIAL                  |
| E     | 7      | VALENCE VALENSOLLES / ÉPERVIÈRE          |
| E     | 20     | MALISSARD LES ROCHES / MONTÉLIER CENTRE  |
| E     | 25     | VALENCE LAUTAGNE                         |
| E     | 210    | MONTVENDRE DOURCINES                     |
| E     | 220    | VALENCE CÉCILE                           |
| F     | C1     | VALENCE VALENSOLLES                      |
| F     | 7      | SAINT MARCEL Z.A. DU ROUSSET             |
| F     | 20     | VALENCE PÔLE BUS / CHÂTEAUNEUF L'ARDOISE |
| F     | 25     | ALIXAN LA POSTE                          |
| F     | 220    | BARBIÈRES VILLAGE                        |
| G     | 13     | VALENCE LA BAYOT / MALISSARD LES ROCHES  |
| G     | 240    | CHABEUIL LES PÉRIS                       |
| H     | 13     | CORNAS LA MURE                           |
| H     | 240    | VALENCE CÉCILE                           |

### Romans Jean Jaurès
Organisé en 4 quais (dénommés A, B, C et D), chaque ligne qui le dessert est affectée à l'un d'entre-eux selon sa direction. Il est situé à proximité de la Gare Multimodale (gares routière et SNCF). 
Le pôle Jean Jaurès se verra simplifié en un arrêt standard en Juillet 2025

### Romans Gare
Située à proximité de la Place Jean Jaurès, la Gare Multimodale est un point référent du réseau avec une majeure partie des lignes du secteur Romanais qui s'y rencontrent. Également desservie par plusieurs lignes interurbaines du réseau départemental, elle sert ainsi de gare routière et est accolée à la gare SNCF de Romans-Bourg-de-Péage.
| QUAIS         | LIGNES | DIRECTIONS                                                     |
| ------------- | ------ | -------------------------------------------------------------- |
| A             | C6     | ROMANS LA GLORIETTE                                            |
| A             | 60     | ROMANS HÔPITAL / LYCÉE TERRE D'HORIZON                         |
| A             | 64     | ROMANS LA PAILLÈRE / COLLÈGE DEBUSSY                           |
| A             | 65     | CHÂTEAUNEUF PORTES DU VERCORS                                  |
| B             | C6     | ST PAUL PARC ST PAUL                                           |
| B             | 60     | ST PAUL PARC ST PAUL / ÉCOLE                                   |
| B             | 61     | BOURG-DE-PÉAGE TORDIÈRES / CHATUZANGE CHATUPARC                |
| C             | 62     | BOURG-DE-PÉAGE BAYANNINS                                       |
| C             | 64     | ROMANS ROYANNE                                                 |
| D             | 63     | PEYRINS MAIRIE                                                 |
| GARE ROUTIÈRE | IC     | VALENCE GARE ROUTIÈRE                                          |
| GARE ROUTIÈRE | ICd    | VALENCE GARE ROUTIÈRE                                          |
| GARE ROUTIÈRE | 70     | CHATILLON VILLAGE                                              |
| GARE ROUTIÈRE | 720    | GENISSIEUX – GEYSSANS – ST MICHEL – MONTMIRAL                  |
| GARE ROUTIÈRE | 800    | CHATUZANGE – ROCHEFORT SAMSON – BARBIERES                      |
| GARE ROUTIÈRE | 810    | BEAUREGARD BARET – JAILLANS – EYMEUX                           |
| GARE ROUTIÈRE | 820    | HOSTUN – LA BAUME D’HOSTUN – EYMEUX                            |
| GARE ROUTIÈRE | 840    | CHARPEY – ST VINCENT – BESAYES – MARCHES – ALIXAN – CHATUZANGE |

## Tarification
La tarification propose une gamme de titres adaptés à chaque personne selon sa situation. L'accès au réseau est gratuit pour les enfants jusqu'à 6 ans.
La tarification du réseau utilise un système billettique basé sur un support unique : la Carte OùRA!. Cette carte permet de stocker plusieurs titres (à décompte ou abonnements) du réseau Citéa ainsi que des titres des réseaux partenaires. Il est donc possible d'avoir sur une même carte, par exemple, des titres Citéa, TER, STAS, TAG... ; favorisant ainsi une simplification d'accès à l'intermodalité.
| Titre                                 | Tarif    | Carte OùRA! | Billet sans contact | Pour qui ?                                         | Description |
| ------------------------------------- | -------- | ----------- | ------------------- | -------------------------------------------------- | --- |
| Titres unitaires et titres à décompte |          |             |                     |                                                    | |
| Billet unité                          | 1,40 €   | Non         | Non                 | Pour tous                                          | Billet papier en vente auprès du conducteur. Valable 1 heure à compter de l'émission ; correspondances possibles sur tout le réseau. |
| 10 voyages                            | 8 €      | Oui         | Oui                 | Pour tous                                          | Chaque voyage est valable 1 heure à compter de la première validation ; correspondances possibles sur tout le réseau. |
| Abonnements                           |          |             |                     |                                                    | |
| Mensuel Jeunes                        | 10 €     | Oui         | Non                 | Pour les jeunes de moins de 26 ans                 | Il permet d'emprunter toutes les lignes du réseau de façon illimitée pour une durée d'un mois (valable du 1er au 31). |
| Annuel Jeunes                         | 100 €    | Oui         | Non                 | Pour les jeunes de moins de 26 ans                 | Il permet d'emprunter toutes les lignes du réseau de façon illimitée pour une durée d'un an. |
| Mensuel                               | 20 €     | Oui         | Non                 | Pour tous                                          | Il permet d'emprunter toutes les lignes du réseau de façon illimitée pour une durée d'un mois (valable du 1er au 31). |
| Annuel                                | 200 €    | Oui         | Non                 | Pour tous                                          | Il permet d'emprunter toutes les lignes du réseau de façon illimitée pour une durée d'un an. |
| Mensuel Réduit                        | 10 €     | Oui         | Non                 | Pour les personnes à revenus modestes              | Il permet d'emprunter toutes les lignes du réseau de façon illimitée pour une durée d'un mois. |
| Annuel Réduit                         | 100 €    | Oui         | Non                 | Pour les personnes à revenus modestes              | Il permet d'emprunter toutes les lignes du réseau de façon illimitée pour une durée d'un an. |
| TER + Citéa                           | Variable | Oui         | Non                 | Pour tous                                          | Il permet une utilisation illimitée de toutes les lignes du réseau pour une durée d'un mois ainsi que d'emprunter le réseau TER à destination de Valence-Ville, au départ des gares de : Lyon Part-Dieu, Lyon Perrache, Grenoble, Vienne, Pierrelatte, Le Péage de Roussillon, Montélimar, St Vallier, Tain-l'Hermitage - Tournon et Romans-Bourg de Péage. Le tarif varie selon cette gare. |
| TER + Citéa Réduit                    | Variable | Oui         | Non                 | Pour les étudiants et apprentis de moins de 26 ans | Il permet une utilisation illimitée de toutes les lignes du réseau pour une durée d'un mois ainsi que d'emprunter le réseau TER à destination de Valence-Ville, au départ des gares de : Lyon Part-Dieu, Lyon Perrache, Grenoble, Vienne, Pierrelatte, Le Péage de Roussillon, Montélimar, St Vallier, Tain-l'Hermitage - Tournon et Romans-Bourg de Péage. Le tarif varie selon cette gare. |

## Les véhicules

### Citéa Valence (Transdev Valence Mobilité)
État de parc au 12 juin 2021.
| Constructeurs | Modèle          | Nombre | Années       | Numéros de parc et remarques | Affectations                                          |
| ------------- | --------------- | ------ | ------------ | --- | ----------------------------------------------------- |
| Articulés     |                 |        |              | |                                                       |
| Irisbus       | Citelis 18      | 3      | 2006 et 2007 | - nos 45 à 47 | 8 20                                                  |
| Heuliez Bus   | GX 427          | 2      | 2016         | - nos 48 et 49 | 8 20                                                  |
| Standards     |                 |        |              | |                                                       |
| MAN           | ND 202          | 1      | 1995         | Rapatrié sur le réseau en 2009 - no 100                                                                                                   | Navettes événementielles                              |
| Heuliez Bus   | GX 327          | 27     | 2009 à 2013  | - nos 162 à 172 et 174 à 187 La série 162-168 est en version BHNS. Le no 173 a été détruit par un incendie accidentel le 26 janvier 2021. | Cité 1 Cité 2 Cité 3 Cité 4 Cité 5 7 8 10 11 12 13 20 |
| Iveco Bus     | Crossway LE     | 7      | 2016 et 2017 | - nos 270 à 276 | Cité 3 Cité 4 7 10 11 12 13 20                        |
| Iveco Bus     | Urbanway 12 GNC | 34     | 2015 à 2021  | - nos 50 à 83 | Cité 1 Cité 2 Cité 3 Cité 4 Cité 5 7 10 11 12 13 20   |
| Heuliez Bus   | GX Linium ELEC  | 23     | 2019 à 2022  | - nos 101 à 112 et 114 à 124 | Cité 1 Cité 2 Cité 3 Cité 4 Cité 5 7 10 11 12 13 20   |
| Midibus       |                 |        |              | |                                                       |
| Heuliez Bus   | GX 127 L        | 2      | 2013         | - nos 35 et 37 | Cité 5 7                                              |
| Minibus       |                 |        |              | |                                                       |
| Renault       | Master          | 1      | 2016 à 2020  | - no 302 à 304 | ACCESS+                                               |

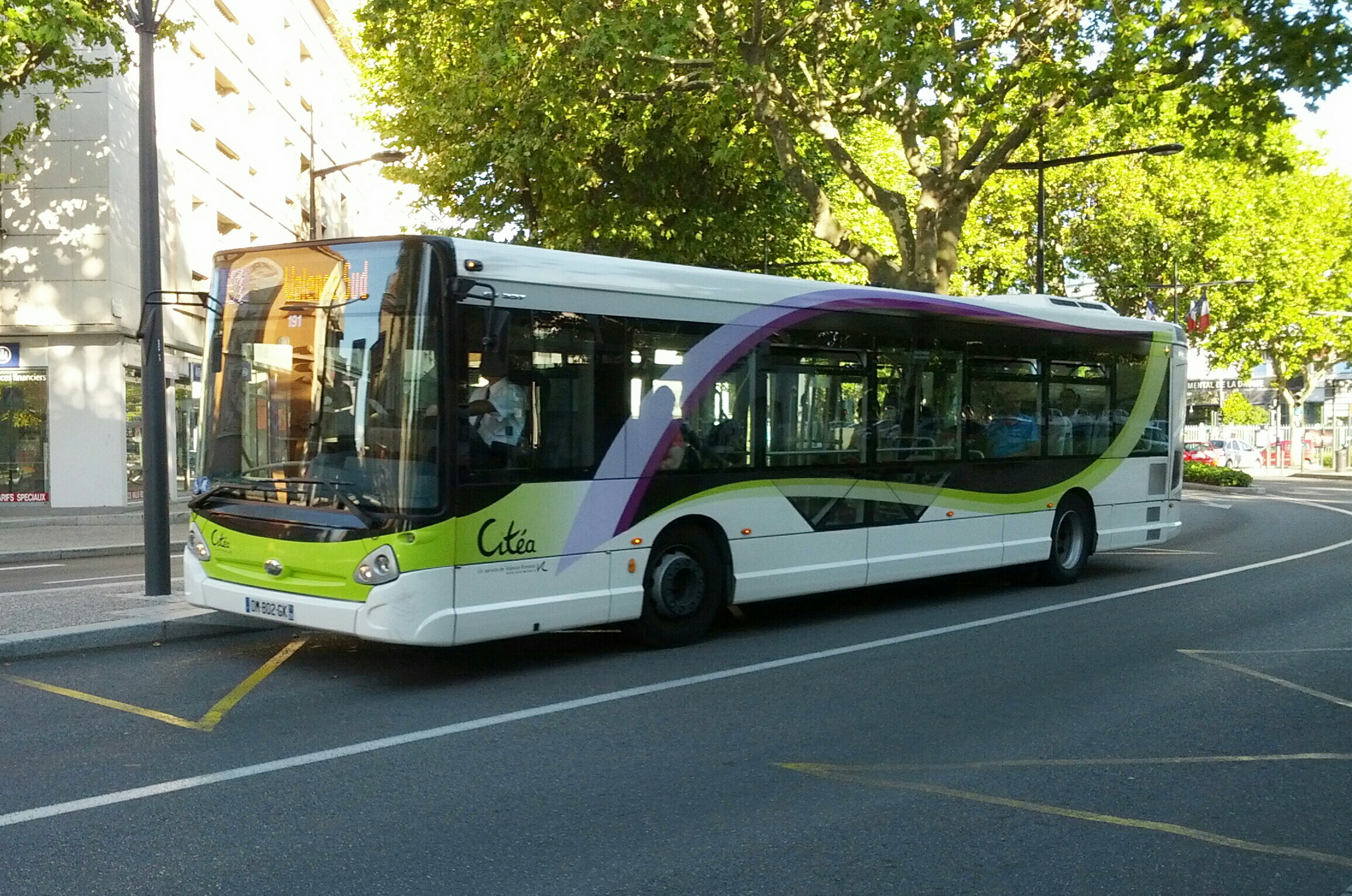
Bus Citéa Heuliez GX 337 à l'arrêt Turin à Valence.
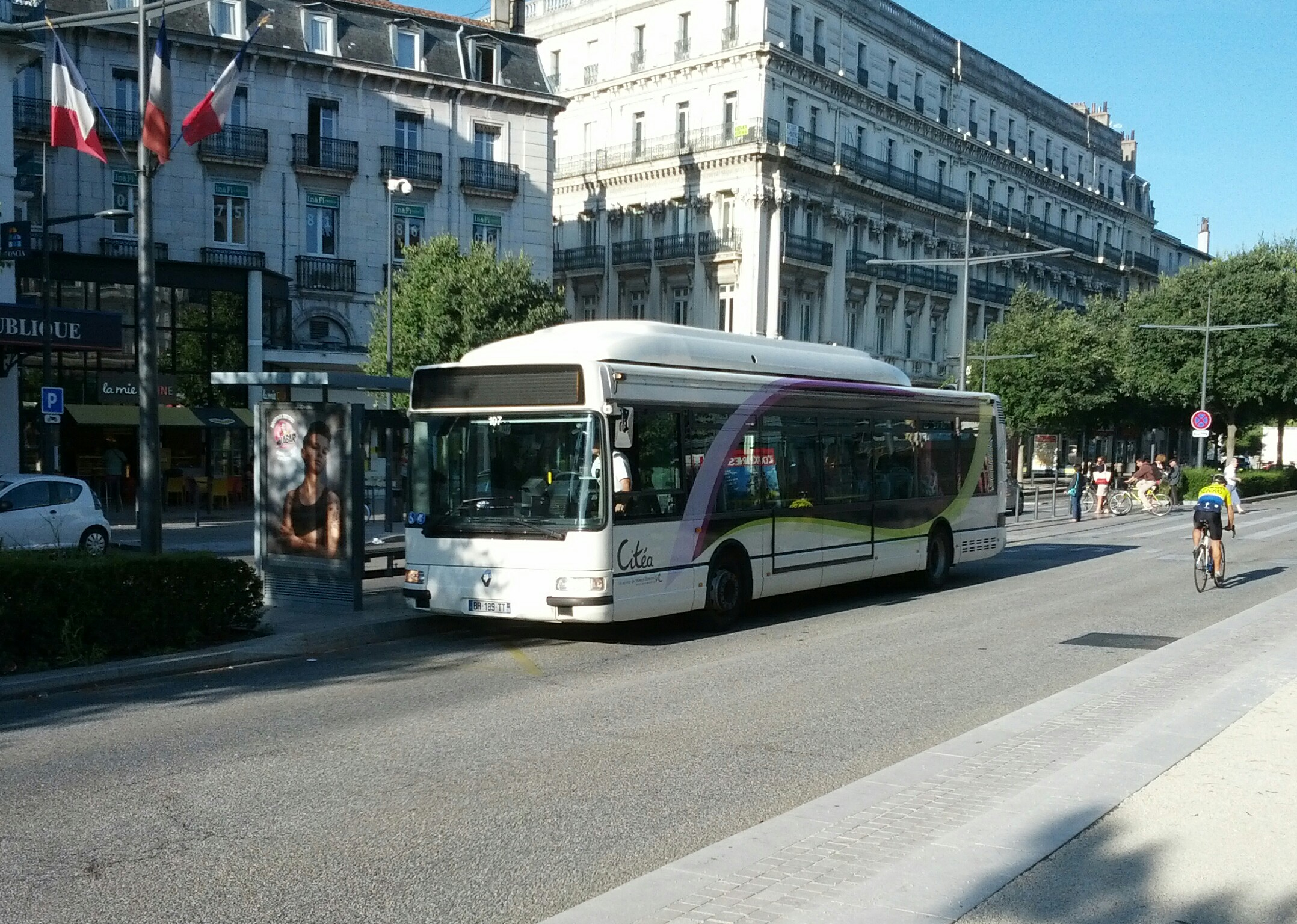
Bus Citéa Renault Agora S GNV à l'arrêt République à Valence.

### Citéa Romans (Bertolami)
État de parc au 12 juin 2021.
| Constructeurs  | Modèle              | Nombre | Années      | Numéros de parc et remarques                                                                                             | Affectations   |
| -------------- | ------------------- | ------ | ----------- | --- | -------------- |
| Standards (11) |                     |        |             | |                |
| Heuliez Bus    | GX 327              | 6      | 2007 à 2011 | - nos 840, 845, 848 , 852 à 854 et 860 à 861                                                                             | C6 31 32 60 64 |
| Heuliez Bus    | GX 337              | 5      | 2015        | - nos 888 à 892 Véhicules issus du parc Valentinois et transférés fin 2019. Ils portaient à l'origine les nos 188 à 192. | C6 31 32 60 64 |
| IVECO BUS      | Iveco Urbanway GNV  | 3      | 2023        | n°811 à 813 Véhicules issus du parc Valentinois et transférés en mai 2025. Ils portaient à l'origine les n°84 à 86       | C6, 60         |
| IVECO Bus      | Crossway LE         | 1      | 2015        | n°893 | 63             |
| Midibus (11)   |                     |        |             | |                |
| Heuliez Bus    | GX 117 L            | 1      | 2002        | - no 803 | réformé        |
| Heuliez Bus    | GX 127              | 1      | 2009        | - no 831 Véhicule issu du parc Valentinois.                                                                              | 61             |
| Heuliez Bus    | GX 127 L            | 8      | 2007 à 2013 | - nos 832, 833, 841 à 844, 846 et 847 Les nos 832 et 833 sont issus du parc Valentinois.                                 | 61, 62         |
| Heuliez Bus    | GX 137 L            | 1      | 2014        | - no 838 Véhicule issu du parc Valentinois.                                                                              | 61, 62         |
| Minibus (1)    |                     |        |             | |                |
| Vehixel        | Cytios Advance 3/23 | 1      | 2009        | - no 871 | réformé        |

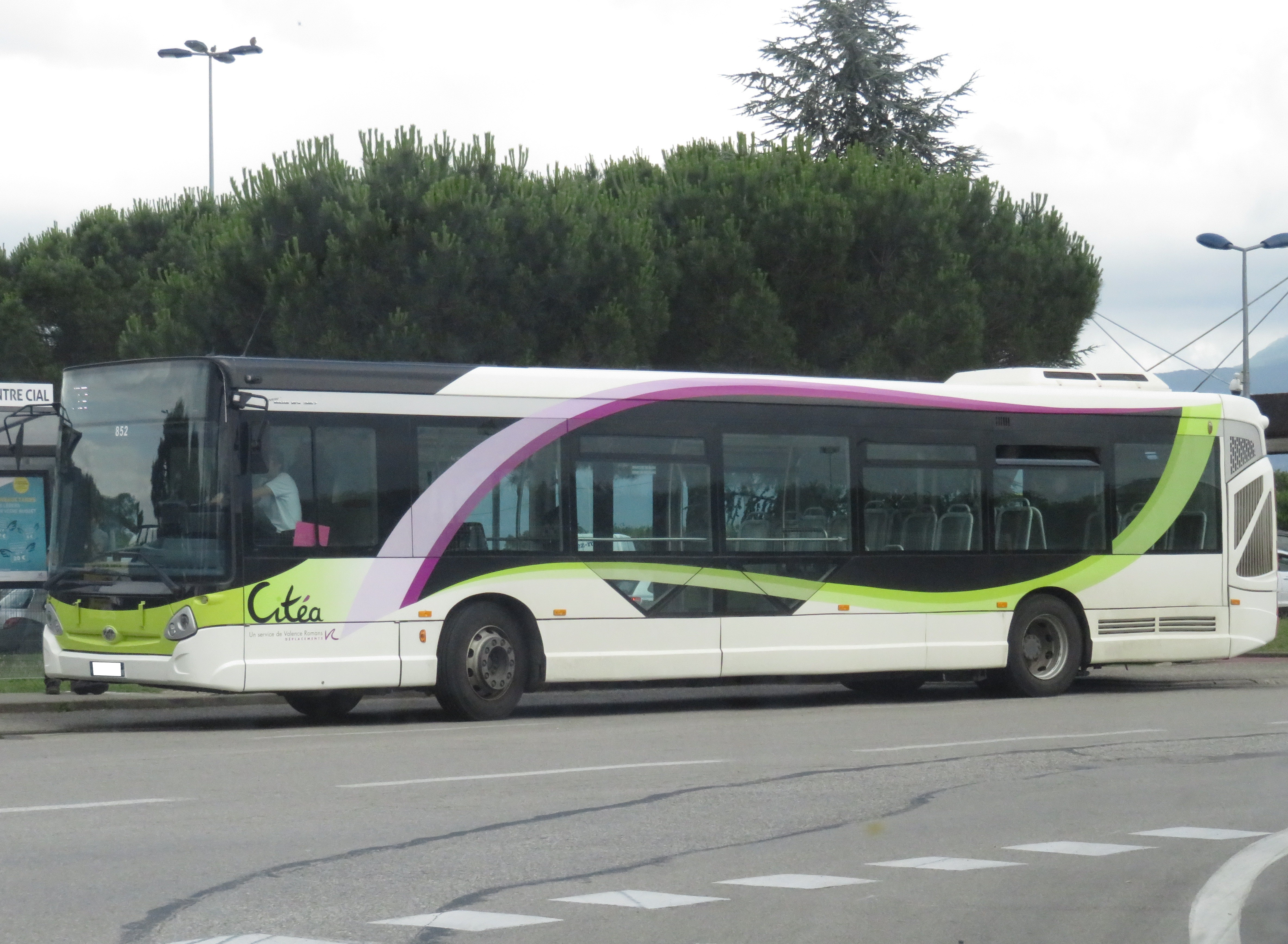
Bus Citéa Heuliez GX 327 à l'arrêt St-Vérant Centre Commercial à Romans.

### InterCitéa
État de parc au 30 juillet 2018. Ces véhicules appartiennent à Valence-Romans Mobilités et sont confiés aux transporteurs Transdev Drôme et Bertolami.
| Constructeurs | Modèle   | Type     | Nombre | Années       | Numéros de parc et remarques | Affectations |
| ------------- | -------- | -------- | ------ | ------------ | --- | ------------ |
| Iveco Bus     | Crossway | Autocars | 11     | 2014 et 2015 | Aménagements « CHNS » (dont WIFI) - nos 6250, 6256 à 6260 et 8251 à 8255 Les véhicules numérotés 62xx sont exploités par Transdev Drôme et les véhicules numérotés 82xx sont exploités par Bertolami | InterCitéa   |

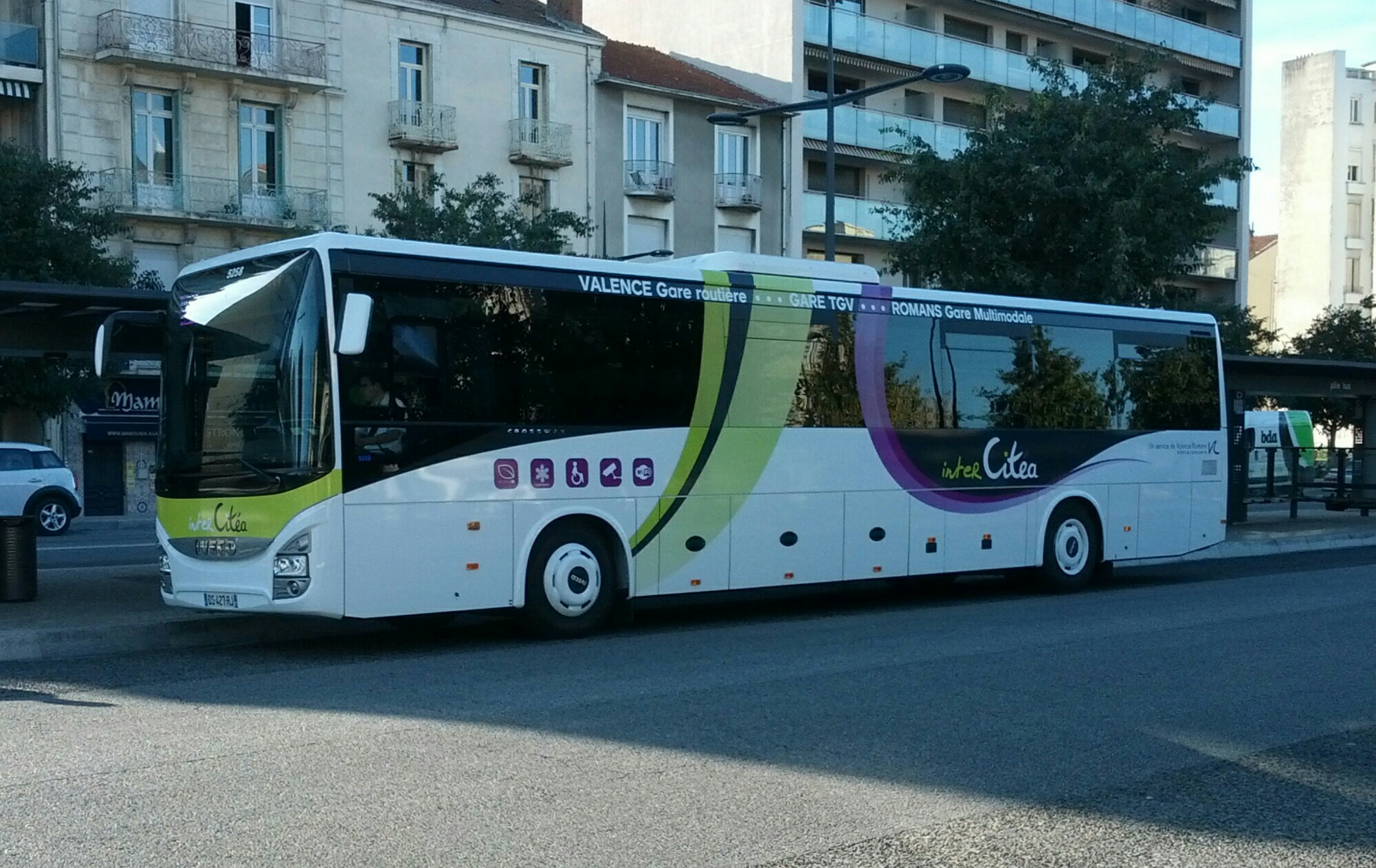
Un car InterCitéa au Pôle Bus.

## Les livrées
Les livrées des bus (couleurs et motifs à l'extérieur des bus) ont beaucoup changé au fil des années chez Citéa.
En voici la liste :
- Depuis 2012 : Citéa 2012
Il ne reste actuellement que les bus à essence et quelques Urbanway GNV, qui vont bientôt être réformés
- Depuis 2019 : Citéa 2019 Cité1
Seulement des bus électriques. Leurs livrées vont être remplacées par des "Valence Romans Mobilités - Citéa 2024".
- De 2021 à 2024 : Citéa 2021 100% Électrique et Citéa 2021 100% Gaz Naturel
Remplacées depuis 2024 par "Valence Romans Mobilités - Citéa 2024".
- Depuis 2024 : Valence Romans Mobilités - Citéa 2024
En attendant le flocage complet, les bus ont d'abord eu la livrée "Valence Romans Mobilités - Citéa".

## Dépôt
Le dépôt bus se situe Rue de la Forêt.

### Sous-traitance

#### Bertolami
État de parc au 30 juillet 2022.
| Constructeur  | Modèle   | Type     | Nombre | Années | Numéros de parc et remarques         | Affectations          |
| ------------- | -------- | -------- | ------ | ------ | ------------------------------------ | --------------------- |
| Mercedes-Benz | Conecto  | Autocar  | 1      | 2005   | - no 8800                            |                       |
| Iveco Bus     | Crossway | Autocars | 5      | 2018   | - nos 8272, 8611, 8638, 8685 et 8792 | InterCitéa et EXPRESS |

#### Transdev Drôme
| Constructeur | Modèle   | Type     | Nombre | Années | Numéros de parc et remarques | Affectations |
| ------------ | -------- | -------- | ------ | ------ | ---------------------------- | ------------ |
| Iveco Bus    | Crossway | Autocars |        | 2018   | - nos 6001 à                 | 23 24        |

#### Les Courriers Rhodaniens
État de parc au 30 juillet 2022,.
| Constructeur  | Modèle          | Type      | Nombre | Années             | Numéros de parc et remarques                                                             | Affectations                             |
| ------------- | --------------- | --------- | ------ | ------------------ | ---------------------------------------------------------------------------------------- | ---------------------------------------- |
| Iveco Bus     | Crossway        | Autocars  | 6      | 2018               | - nos 5858, 5859, 5860, 5864, 5865 et 5867                                               | 46 pour le 5858 et le 5859 47 et EXPRESS |
| Mercedes-Benz | Sprinter        | Minibus   | 1      | 2016               | - no 5736                                                                                | EXPRESS                                  |
| Heuliez Bus   | GX 137 L        | Midibus   | 2      | 2016               | - nos 570 et 571                                                                         | Cité 5 6 7 8 9 10 13 14 15 17            |
| Irisbus       | Agora S GNV     | Standards | 8      | 2004               | - nos 573 à 580 (ex-STAC)                                                                | Cité 2 Cité 4 Cité 5 6 7 8 9 13 14 15    |
| Irisbus       | Citelis 12      | Standards | 2      | 2011 et 2013       | - nos 511 et 532                                                                         | Cité 2 Cité 4 Cité 5 6 7 8 9 10 13 14 15 |
| Heuliez Bus   | GX 327          | Standards | 7      | 2007, 2010 et 2013 | - nos 501 et 525 à 530                                                                   | Cité 2 Cité 4 Cité 5 6 7 8 9 10 13 14 15 |
| Iveco Bus     | Urbanway 12     | Standards | 4      | 2014 à 2015        | - nos 543, 562, 564 et 568 Le 543 est un ex Montélibus n°713 Le 568 est en version BHNS. | Cité 2 Cité 4 Cité 5 6 7 8 10 13 14 15   |
| Iveco Bus     | Urbanway 12 GNC | Standard  | 2      | 2017 et 2021       | - no 554 et 567 Le 567 est en version BHNS.                                              | Cité 2 Cité 4 Cité 5 6 7 8 13 14 15      |